# Édouard Vuillard
Jean-Édouard Vuillard (francouzsky [vɥijaʁ]; 11. listopadu 1868 Saône-et-Loire, Francie – 21. června 1940 Loire-Atlantique, Francie) byl francouzský malíř, dekoratér a grafik. Od roku 1891 do roku 1900 byl prominentním členem Les Nabis a vytvářel obrazy, na kterých spojoval barevné plochy s interiérovými scénami. Jeho dílo bylo ovlivněno japonskými tisky, kde obrysy předmětů splývají se vzory a barevnými plochami. Jako dekoratér navrhoval a vytvářel divadelní scény, pracoval na výzdobě interiérů, maloval keramické talíře a navrhoval vitráže. Po roce 1900, kdy se rozešel se skupinou Nabis, přijal realističtější styl, maloval krajiny a interiéry s bohatými detaily a živými barvami. Ve dvacátých a třicátých letech 20. století maloval portréty významných osobností francouzského průmyslu a umění, často v jejich přirozeném prostředí.

## Životopis
Jean-Édouard Vuillard se narodil 11. listopadu 1868 v Cuiseaux (Saône-et-Loire), kde prožil mládí. Vuillardův otec byl vysloužilým kapitánem námořní pěchoty, který se po odchodu z armády stal daňovým úředníkem. Jeho otec byl o 27 let starší než jeho matka Marie Vuillard (rozená Michaud), která byla švadlena.
V roce 1877 jeho otec odešel do důchodu a rodina se usadila v Paříži v 18 rue de Chabrol, poté se přestěhovala do Rue Daunou, do budovy ve které měla jeho matka svou dílnu. Vuillard vstoupil do školy The Marist Brothers of the Schools (Marist Brothers of the School je mezinárodní společenství katolického náboženského institutu). Dostal stipendium aby mohl navštěvovat prestižní školu Lycée Fontaine, která se v 1883 stala Lycée Condorcet. Vuillard studoval rétoriku a umění, kreslil díla Michelangela a klasické sochy. V Lycée Fontaine se setkal s několika budoucími členy skupiny Nabis, včetně Ker-Xaviera Roussela (Vuillardův budoucí švagr), Mauricem Denisem, spisovatelem Pierrem Veberem a s budoucím hercem a divadelním režisérem Aurélienem Lugné-Poem.
Školu opustil v listopadu 1885. Vzdal se své původní myšlenky následovat svého otce ve vojenské kariéře a rozhodl se stát umělcem. Vstoupil do ateliéru malíře Diogèna Maillarta, bývalý ateliér Eugèna Delacroix na Place Fürstenberg. Učil se tam základům malby. V roce 1885 navštěvoval kurzy na Académie Julian a studia prominentních a módních malířů Williama-Adolphe Bouguereau a Tonyho Roberta-Fleuryho. Bohužel se mu nepodařilo dostat se na École des Beaux-Arts, přestože to zkoušel v únoru a červenci 1886 a znovu v únoru 1887. V červenci 1887 byl vytrvalý Vuillard přijat do kurzu Roberta-Fleuryho. V roce 1888 se učil u akademického malíře Jeana-Léona Gérôme. V letech 1888 a 1889 dále studoval umění. Namaloval svůj autoportrét za pomoci přítele Waroquoya. V roce 1889 přihlásil na výstavu prací francouzských umělců, na Salon, pastelový portrét své babičky. Na konci tohoto akademického roku a po krátké době vojenské služby se rozhodl stát umělcem.

### Les Nabis

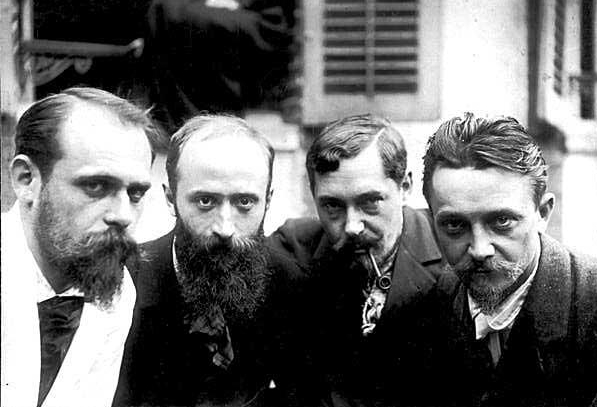
Ker-Xavier Roussel, Édouard Vuillard, Romain Coolus, Félix Vallotton, 1899

Koncem roku 1889 se začal setkávat s členy neformální skupiny umělců známých jako Les Nabis nebo Proroci, polotajný polomystický klub, kde se setkal s Mauricem Denisem a dalšími přáteli z Lycée. V roce 1888 mladý malíř Paul Serusier odcestoval do Bretaně, kde pod vedením Paula Gauguina vytvořil téměř abstraktní obraz mořského přístavu složený z barevných ploch. Obraz byl pojmenován The talisman. Byl to první obraz ve stylu skupiny Nabis. Serusier a jeho přátelé Pierre Bonnard, Maurice Denis a Paul Ranson byli prvními umělci ze skupiny Nabis, kteří se věnovali transformaci umění až na jeho základy. V roce 1890 se na doporučení přítele Denise stal i Vuillard členem sNabis. Setkávali se v Ransomově studiu nebo v kavárnách na Passage Brady. Existence organizace byla teoreticky tajná a členové používali kódované přezdívky; Vuillard se stal Nabi Zouave, to pro jeho vojenskou službu.
Vuillard začal pracovat jako výtvarník divadelních dekorací. Na 28 Rue Pigalle sdílel studio s Bonnardem s divadelním producentem Aurélienem Lugné-Poem a divadelním kritikem Georgesem Rouselem. Navrhl scény pro několik děl Maurice Maeterlincka a dalších spisovatelů symbolistů. V roce 1891 prvně vystavoval své obrazy. Společně se skupinou Nabis se zúčastnil expozice na zámku Saint-Germain-en-Laye. Představil dva své obrazy, včetně The Woman in a Striped Dress (Žena v pruhovaných šatech) (viz galerie níže). Recenze byla poměrně dobrá, ale kritik Le Chat Noir napsal o „Díla jsou stále rozporuplná, někde nacházím stylové rysy, literární stíny, někde něžnou harmonii“. (19. září 1891).
V té době si Vuillard začal vést deník do kterého si zaznamenával formování své umělecké filosofie. „Přírodu vnímáme prostřednictvím smyslů, které nám dávají představu o formách, zvucích, barvách atd.“ zapsal si 22. listopadu 1888, krátce předtím, než se stal členem Nabis. „Forma nebo barva existuje pouze ve vztahu k jiné. Forma neexistuje sama o sobě. Můžeme tyto vztahy pouze dotvářet.“ V roce 1890 se vrátil ke stejné myšlence: „Podívejme se na obraz jako na soubor vztahů, které jsou rozhodně odděleny od jakékoli myšlenky naturalismu. “

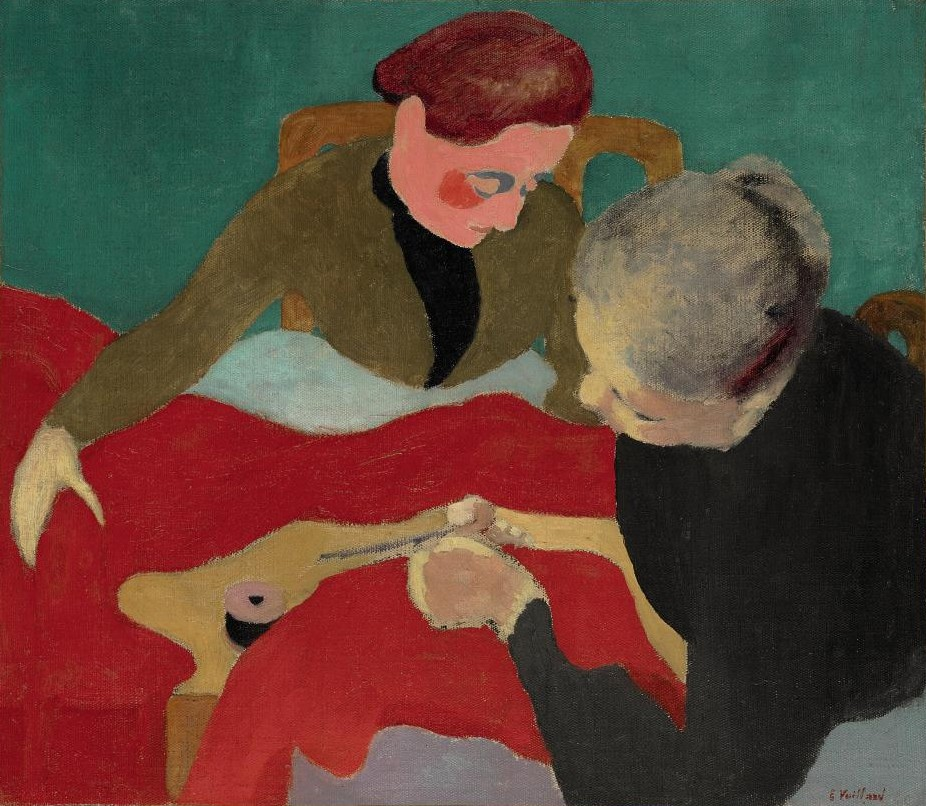
Édouard Vuillard,Švadlenky (The seamstresses (1890)
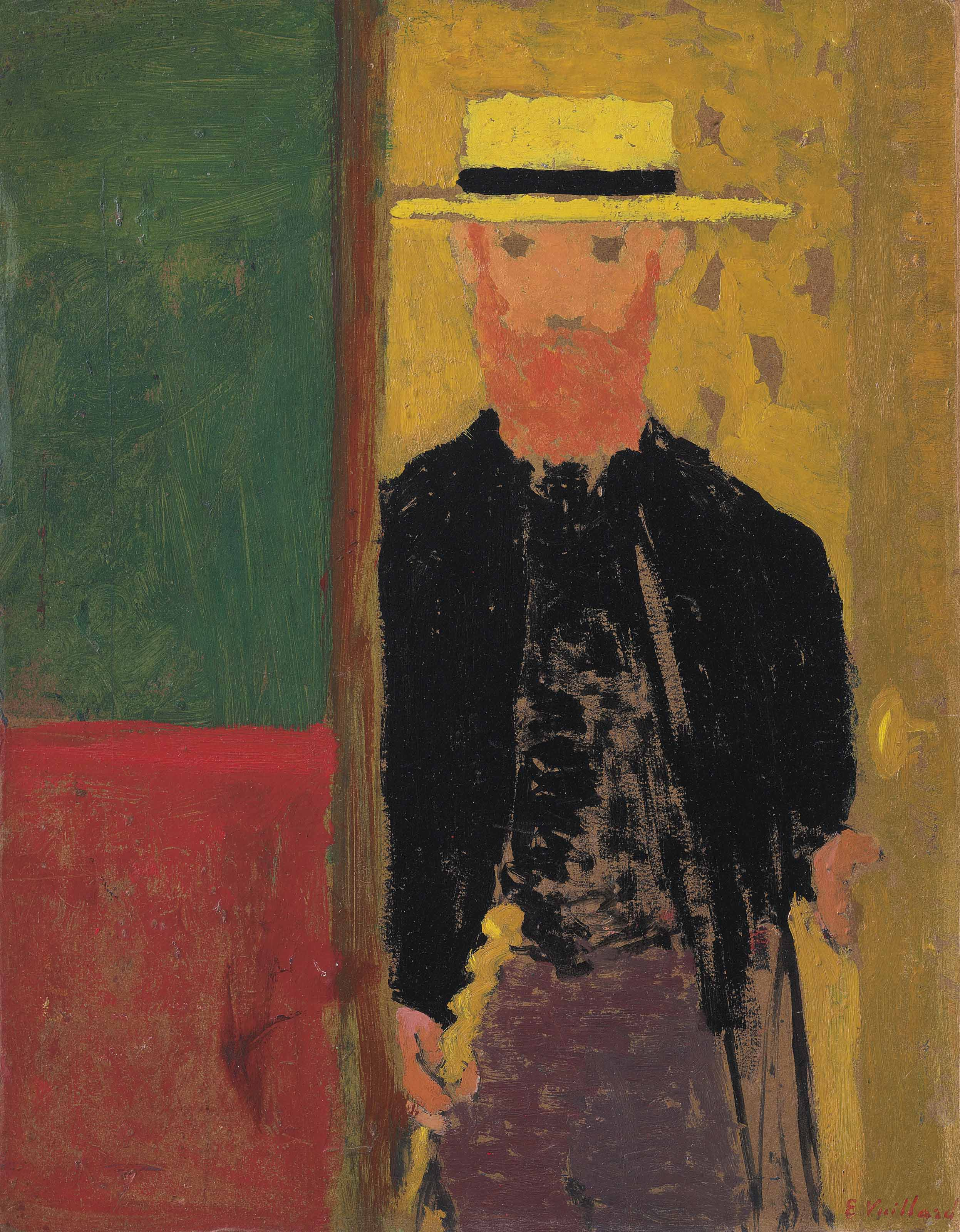
Autoportrét s holí a slaměným kloboukem (1891–92)
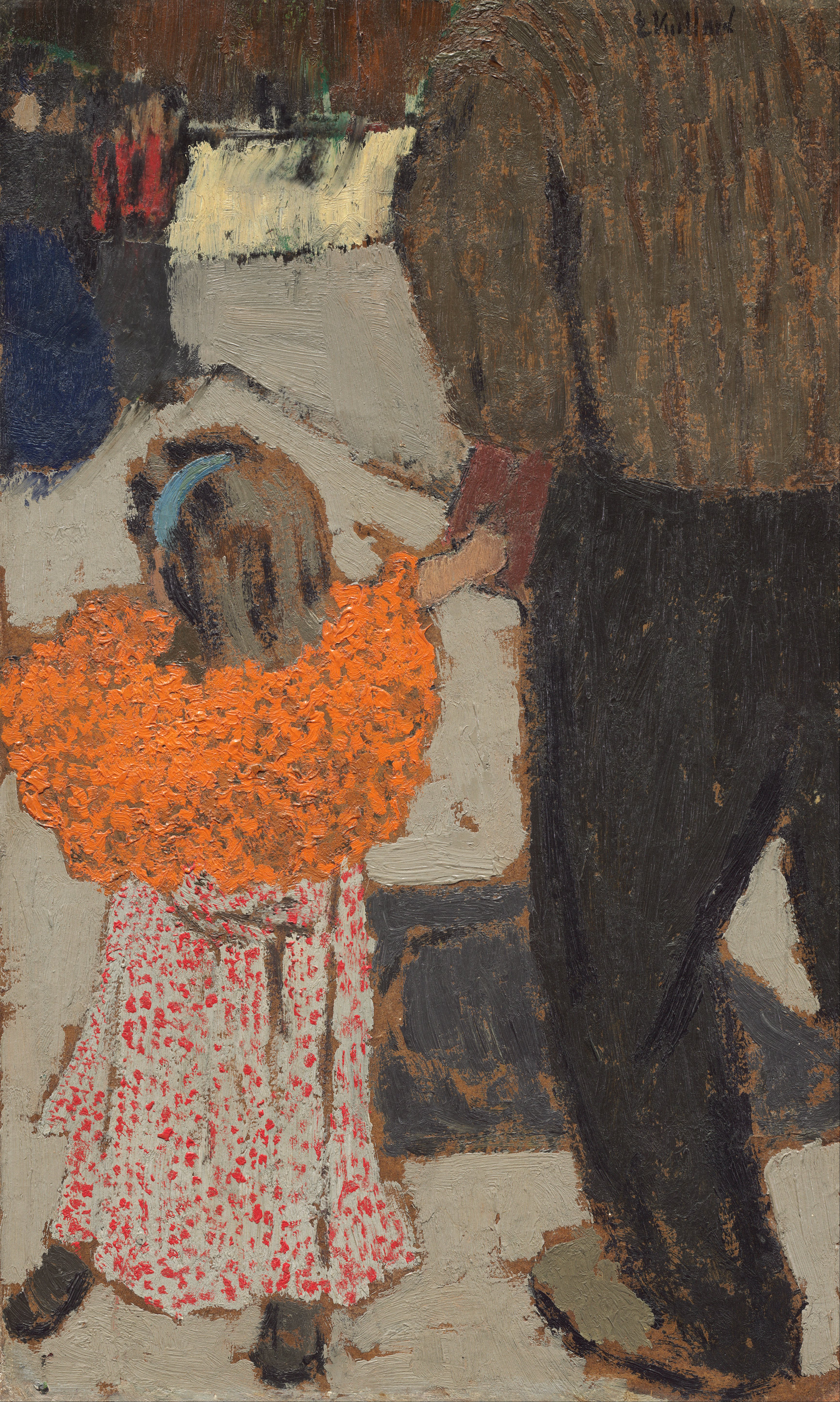
Dítě s oranžovou šálou (Child in an orange shawl, Národní galerie ve Washingtonu, Washington DC (1894–95)

## Vliv japonského umění
Díla Vuillarda a celé skupiny Nabis byla silně ovlivněna japonskými dřevořezbami, které byly vystaveny v Paříži v galerii obchodníka s uměním Siegfrieda Binga a na velké výstavě v École des Beaux Arts v roce 1890. Vuillard sám vlastnil sbírku sto osmdesát tisků, z nichž některé jsou vidět na pozadí jeho obrazů. Japonský vliv se objevil zejména v jeho negaci hloubky, v jednoduchosti tvarů a užití silně kontrastní barev. Obličeje byly často odvráceny a naznačeny jen několika tahy. Nebyl zde žádný pokus vytvořit perspektivu. Geometrické vzory, kresby rostlin či květů na tapetách nebo oděvech byly důležitější než tváře. V některých Vuillardových dílech se zobrazené osoby osoby téměř úplně ztrácely ve vzorech tapet. Japonský vliv na jeho práci se promítl i do jeho pozdějších, post-Nabi pracích, obzvláště v práci v Place Vintimille pro Marguerite Chaplin.

### Dekorace interiérů
Dalším aspektem filosofie, kterou Vuillard sdílel s Nabis byl názor, že dekorativní umění má stejnou hodnotu jako tradiční malířská díla. Vuillard vytvářel divadelní sety a programy, ozdobné nástěnné malby a malované paravány, tisky, návrhy pro vitráže a keramické talíře. Na počátku let 1890 pracoval zejména pro Théâtre de l'Œuvre z producentem Lugné-Poem, pro které navrhoval kulisy a programy.
Z divadelních dekorací Vuillard brzy přešel na dekorace interiérů. Během své divadelní práce se setkal s bratry Alexandrem a Thadée Natansonem, zakladateli kulturní revue La Revue Blanche. V revue se objevila Vuillardova grafika spolu s díly Pierra Bonnarda, Henri de Toulouse-Lautreca, Félixem Vallottona a dalšími. V roce 1892, na zakázku bratrů Natansonů, Vuillard vytvořil své první interiérové dekorace (bytové fresky) pro dům madam Desmarais. V roce 1894 udělal další pro Alexandra Natansona a v roce 1898 pro Clauda Aneta.
Používal některé ze stejných technik, jaké používal v divadle, jako je peinture à la colle nebo distemper (druh dekorativní barvy), což mu umožnilo rychleji malovat velké plochy. Tato metoda, původně používaná v renesančních freskách, zahrnovala použití lepidla z králičí kůže jako pojiva smíchaného s křídou a bílým pigmentem, aby se vytvořilo gesso, hladký povlak nanesený na dřevěné desky nebo plátno, na kterém byl obraz vytvořen. To umožnilo malíři dosáhnout jemnějších detailů a barev než na plátně a dílo bylo vodotěsné. V roce 1892 obdržel svou první dekorační zakázku. Měl namalovat šest obrazů, které budou umístěny nad dveřmi salonku rodiny Paula Desmaraise. Navrhl své panely a nástěnné malby tak, aby ladily s architekturou a konvenovaly klientovi.
V roce 1894 dostal on a další z Nabis zakázku od majitele umělecké galerie Siegfrieda Binga, který dal Art Nouveau své jméno, vytvořit návrh oken z barevného skla. Okna měla vyrobit americká firma Tiffany & Co. Jejich návrhy byly vystaveny v roce 1895 v Société Nationale des Beaux-Arts, ale skutečná okna nebyla nikdy vytvořena. V roce 1895 navrhl řadu dekorativních porcelánových talířů, zdobených tvářemi a postavami žen v moderních šatech, skrytých v květinových vzorech. Talíře, spolu s jeho designem oken navrženým pro firmu Tiffany a obrazy vytvořené pro Natansonovy byly vystaveny při otevření Bingovy galerie Maison de l'Art Nouveau v prosinci 1895.

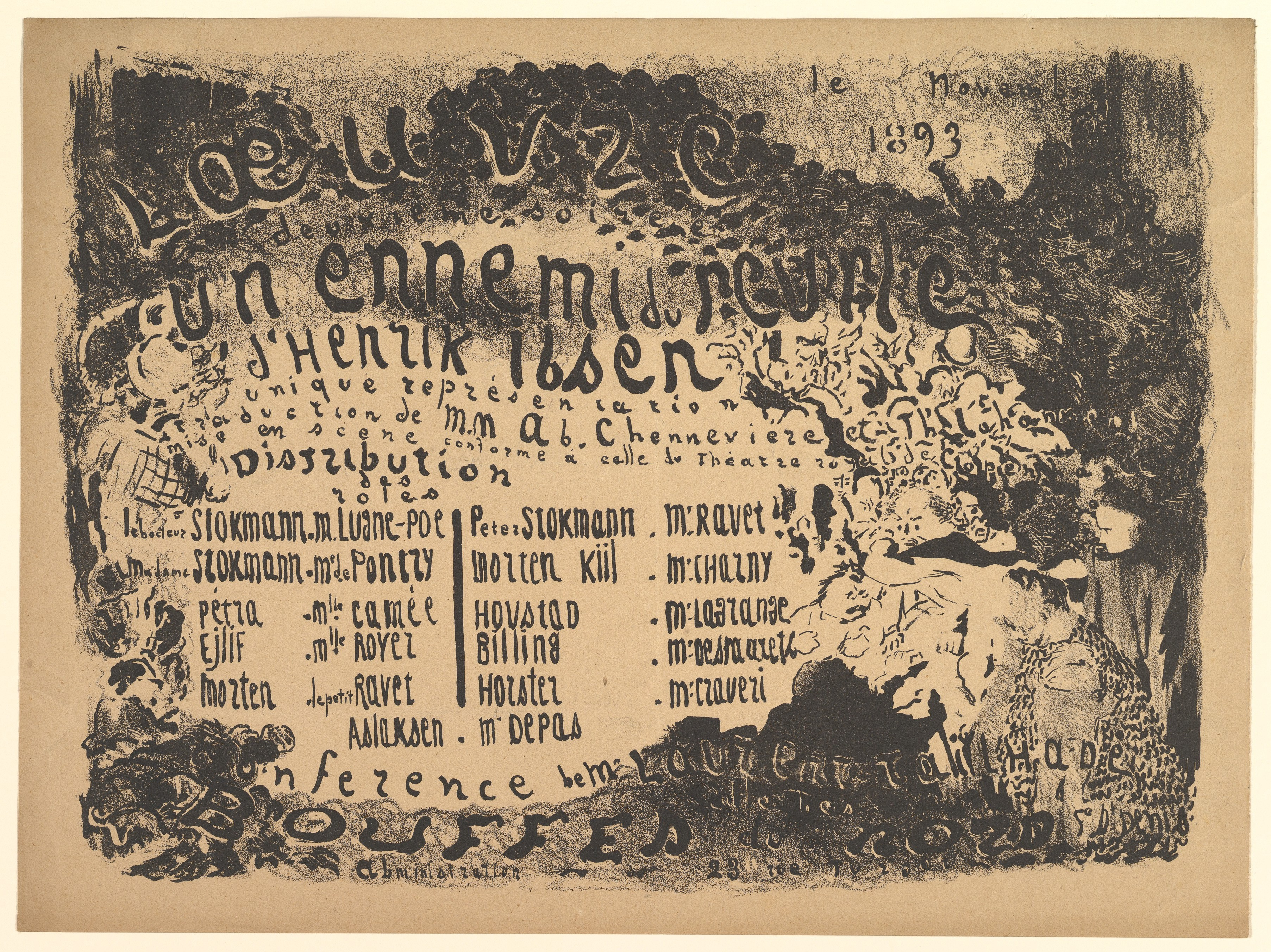
Divadelní program pro Ibsenovo drama Nepřítel lidu v Théâtre de l'Oeuvre, (listopad 1893)
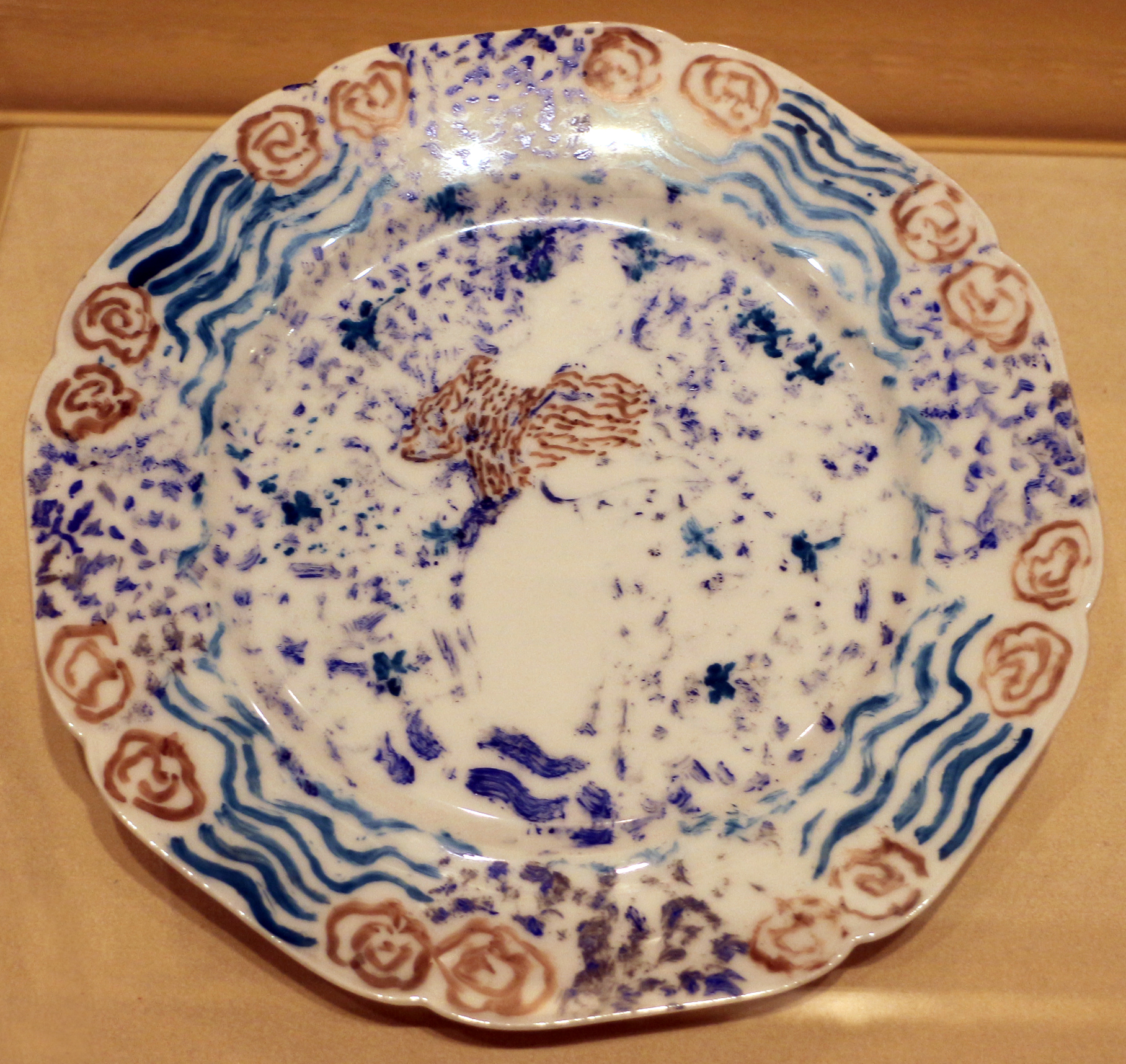
Édouard Vuillard, keramický talíř, žena v pruhované blůze, (1895)
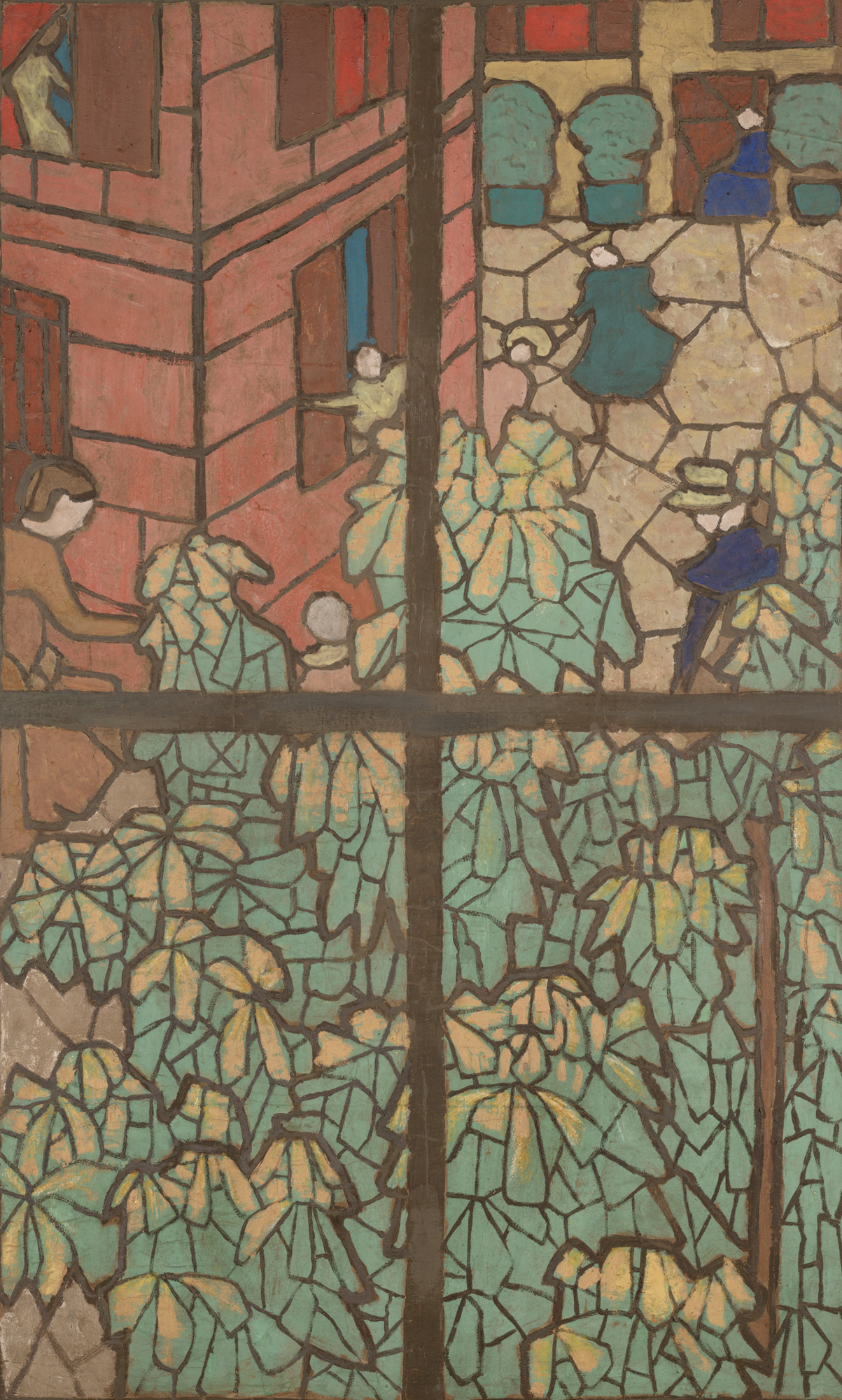
Kaštany  návrh designu barevných oken pro firmu Tiffany & Co. (1894–95)

### Zahrady
Některé z jeho nejznámějších děl, včetně Les Jardins Publiques (Veřejné zahrady) a Figures dans un Interieur (Postavy v interiéru) byly vytvořeny pro bratry Natansony, které znal z Lycée Condorcet, a pro jejich přátele. Dali Vuillardovi volnou ruku při výběru témat a stylů. V letech 1892 až 1899 udělal Vuillard osm cyklů dekorativních maleb, celkem jich bylo třicet. Nástěnné malby, ačkoli zřídka zobrazované za jeho života, později patřily mezi jeho nejslavnější práce.
Public Gardens je řada šesti panelů zobrazující děti v parcích v Paříži. Jeho přátelé, Alexander Natanson a jeho manželka Olga, měli tři mladé dcery. Obrazy byly inspirovány řadou témat, včetně středověkých tapisérií v hotelu de Cluny v Paříži, kterých si Vuillard velmi cenil. Vuillard pro tuto sérii nepoužíval olejovou barvu, ale peinture a la colle, metodu, kterou použil při malování divadelních dekorací, což vyžadovalo pracovat velmi rychle, ale tato metoda mu umožnila provádět úpravy a dosáhnout vzhledu fresek. Zakázku dostal 24. srpna 1894 a sérii dokončil na konci stejného roku. Obrazy byly instalovány v jídelně / salonu rodiny Natanson.

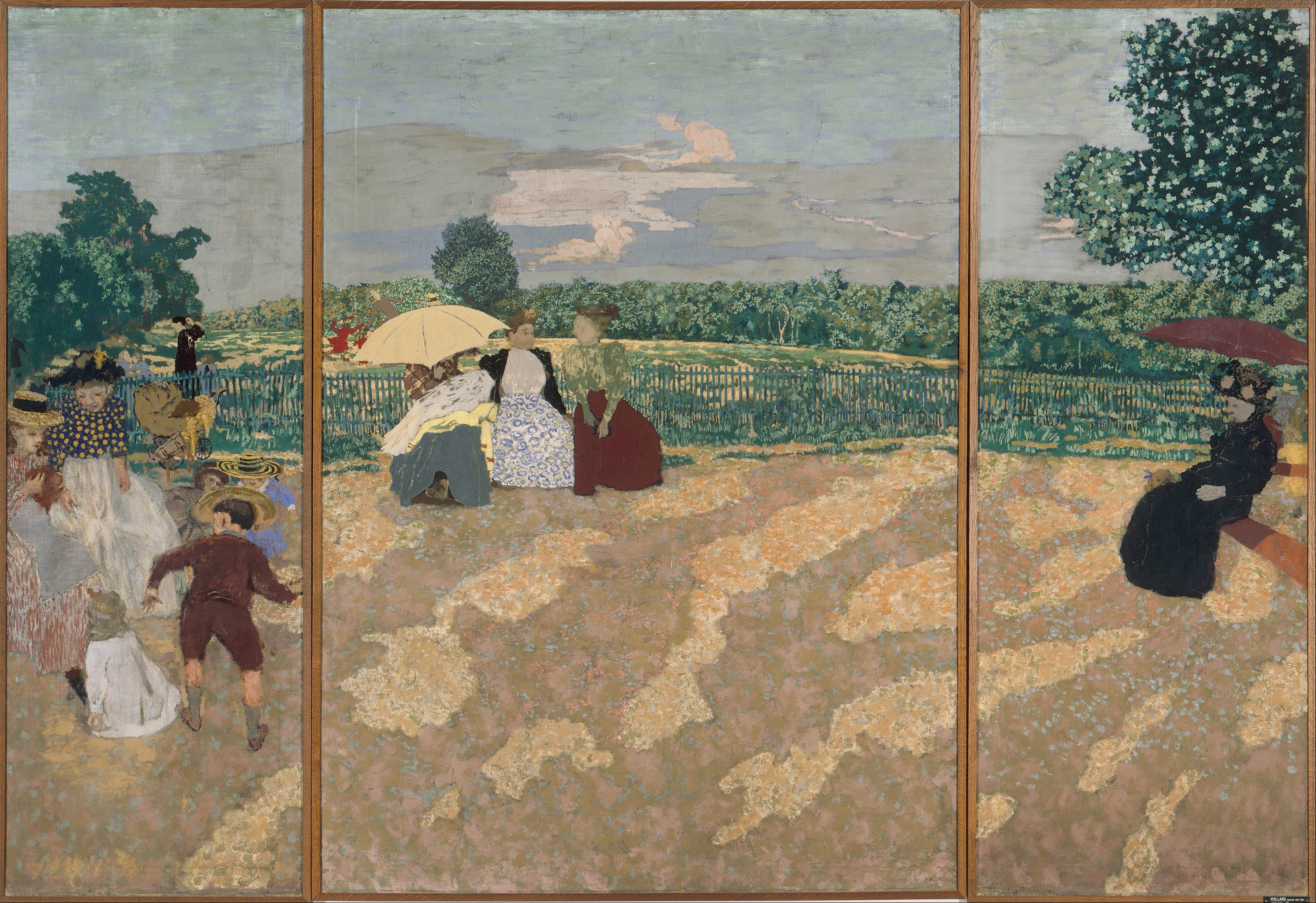
Dekorace Veřejné zahrady – Ošetřovatelka (vlevo), Rozhovor (uprostřed), Deštník (vpravo) , Paříž, Musée d'Orsay (1894)
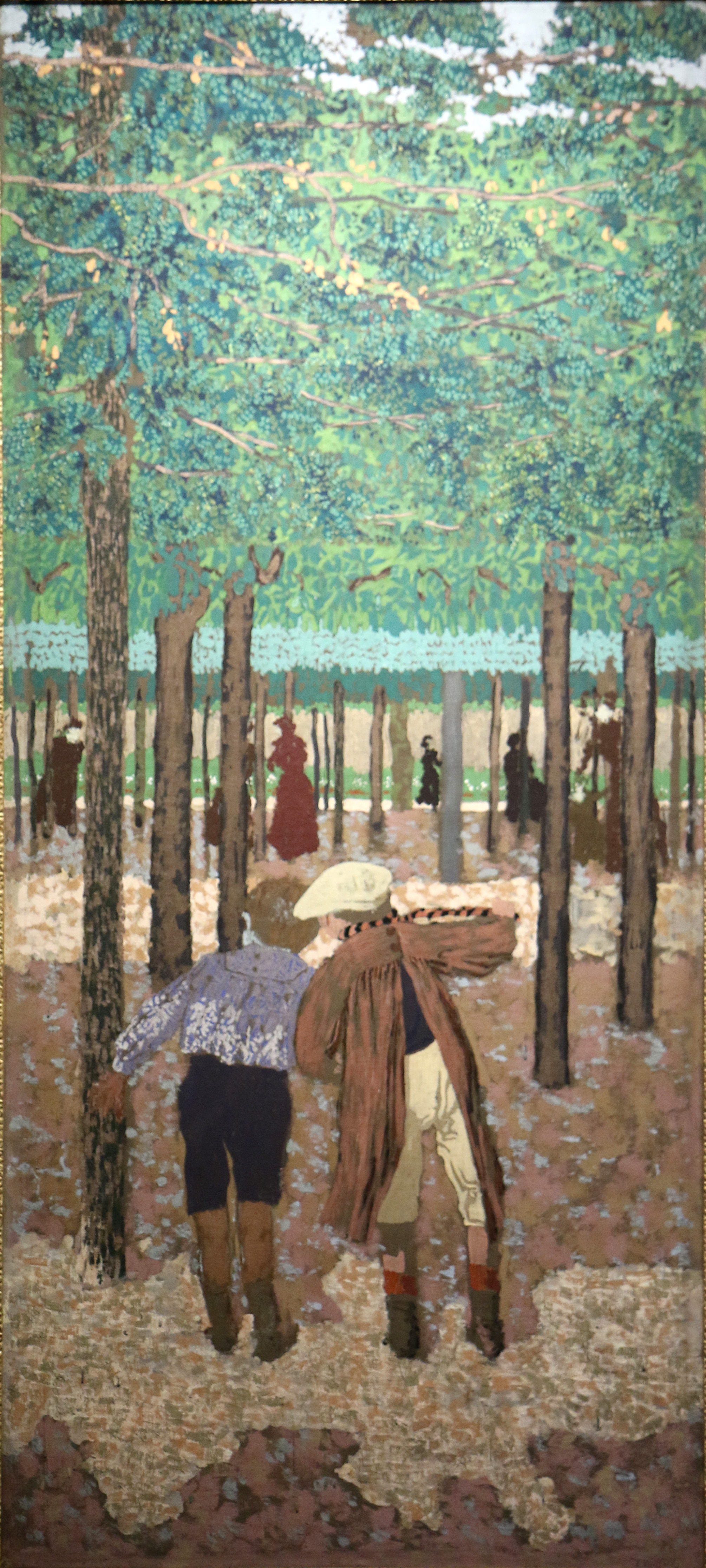
Veřejné zahrady – Dva školáci (1894), Royal Museums of Fine Arts of Belgium
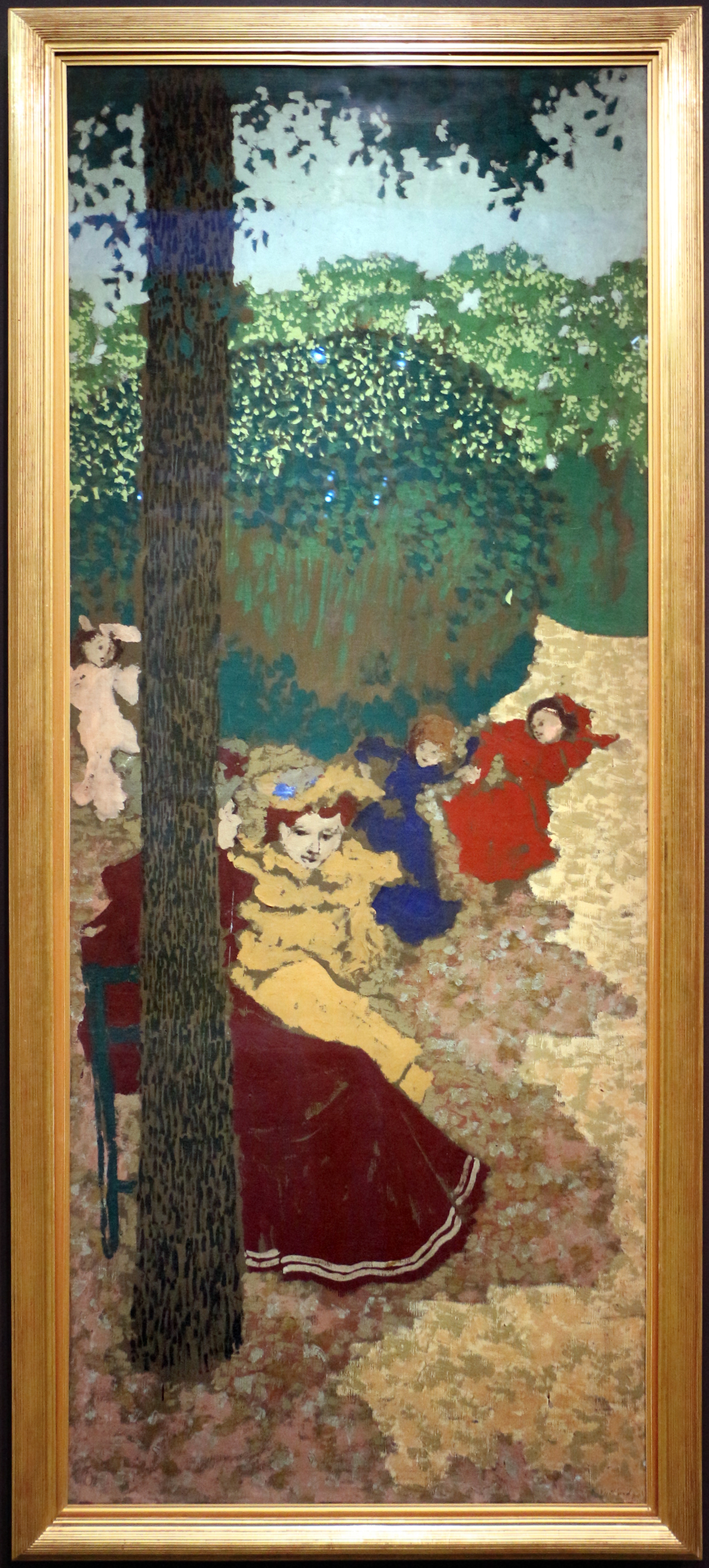
Veřejné zahrady – Hrající si dívky (1894), Paříž, Musée d'Orsay
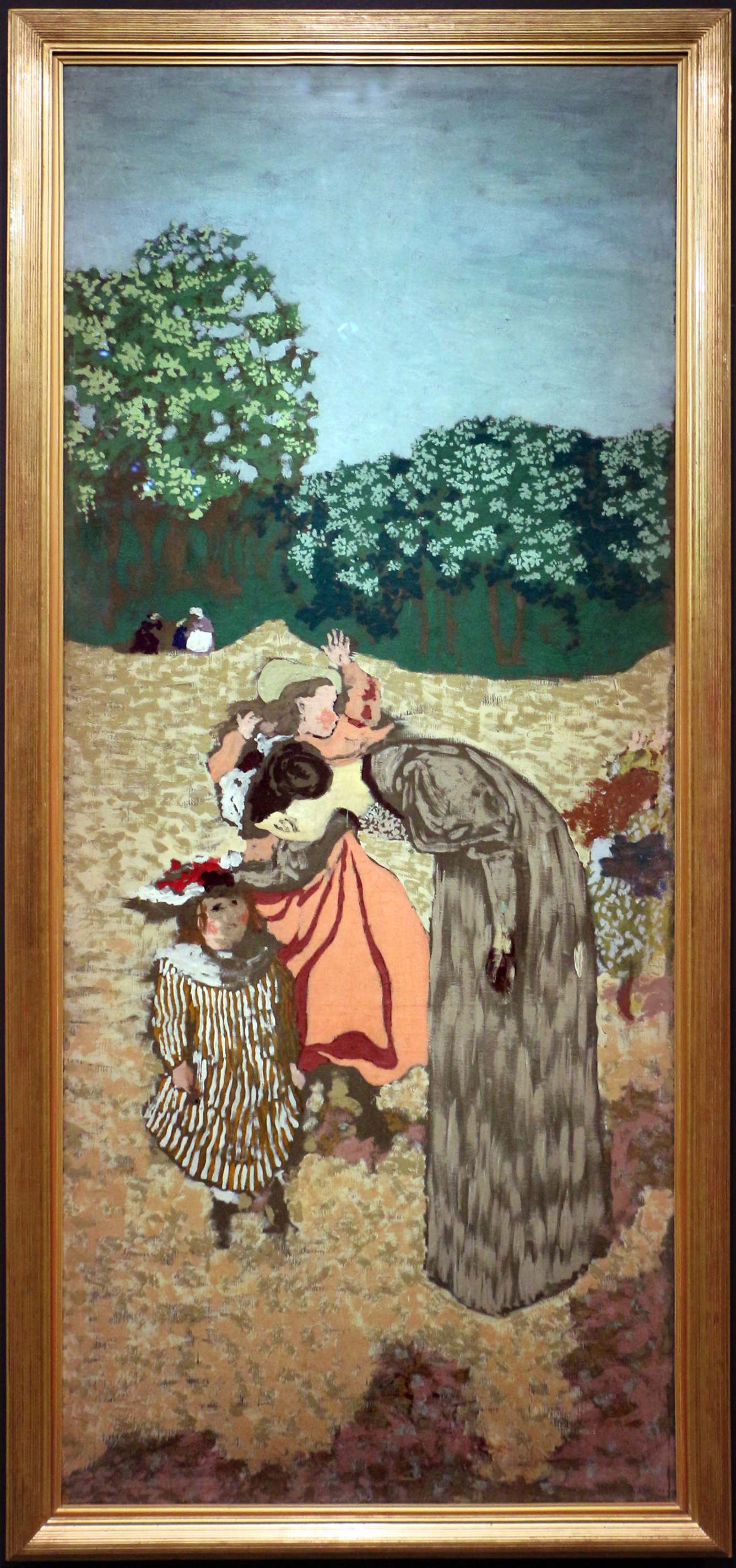
Veřejné zahrady – Otázka (1894), Paříž, Musée d'Orsay

### Postavy a interiéry
Vuillard často maloval vnitřní scény, obvykle ženy při práci doma nebo na zahradě. Tváře a rysy žen jsou zřídka hlavním tématem obrazu, dominují zde odvážné vzory kostýmů, tapet, koberců a nábytku.
Ve svém časopise v roce 1890 napsal: „Při výzdobě bytu se příliš naturalisticky zobrazený předmět může snadno stát nesnesitelným. Mnohem méně se člověk unaví textilem nebo kresbami bez přílišné doslovné přesnosti.“ Také upřednostňovat své interiéry s ženami. Jak napsal ve svém časopise v roce 1894, “Když se moje pozornost zaměřuje na muže, vidím jen hrubé karikatury... nikdy se tak necítím u žen, kde vždycky najdu prostředky k izolování několika prvků, které mě uspokojují jako malíře. Není to tak, že muži jsou ošklivější než ženy, je to tak jen v mé fantazii.„
Namaloval řadu obrazů švadlen v dílně jeho matky. V La Robe à Ramages (Květované šaty; 1891) jsou ženy v dílně sestaveny z barevných ploch. Obličeje, při pohledu ze strany, nemají žádné podrobnosti. Obrazům dominují vzory jejich šatů a výzdoba. Vidíme jeho babičku (nalevo) a sestru Marii v odvážných vzorovaných šatech, které jsou ústředním prvkem obrazu. Na stěnu nalevo umístil zrcadlo, které mu umožnilo současně sledovat dva úhly pohledu a odrážet a deformovat scénu. Výsledkem je práce, která je úmyslně zploštělá a dekorativní. Seamstress with Chiffons (Švadlena s šifony (1893) také představuje švadlenku v práci, sedící před oknem. Její tvář je temná a obraz se zdá být téměř plochý, dominují mu květinové vzory zdi.
V 1895 Vuillard dostal zakázku od kardiologa Henriho Vaqueze na čtyři obrazy pro knihovnu svého pařížského domu na 27 rue du Général Foy. Hlavními tématy byly ženy hrající na klavír, zabývají se šitím či jinou prací v měšťanském bytě. Jeden muž v sérii, pravděpodobně sám Vaquez, je zobrazen čtoucí v knihovně, přičemž ženě jenž vedle něj šije nevěnuje žádnou pozornost. Tóny na obraze jsou pochmurné okry a purpur. Postavy jsou téměř úplně integrovány do složitých tapet, koberců a vzorů šatů žen. Kritici umění okamžitě porovnávali díla se středověkými tapisériemi. Obrazy, dokončené v roce 1896, byly původně nazvány People in Interiors (jednoduše Lidé v interiérech), ale později kritici přidali titulky: Hudba, Práce, Výběr knih a Intimita (Music, Work, The Choice of Books, and Intimacy). Nyní (2020) jsou v muzeu Petit Palais v Paříži.
V 1897 se jeho interiérové práce změnily. Příkladem je Large Interior with Six Persons. Námět je mnohem složitější, obraz má perspektivu, hloubku a barvu, s koberci uspořádanými v různých úhlech a postavy rozptýlené po místnosti jsou lépe rozpoznatelné. Interírérem je zřejmě byt malíře Paula Ransona, jednoho z Nabis. Ranson čte knihu, Madame Vuillard sedí v křesle, Ida Rousseauová vchází do dveří a její dcera Germaine Rousseauová stojí vlevo. Není pravděpodobné, že se námět dotýká romantické aféry mezi Ker-Xavierem Rousselem a Germaine Rousseauovou, jeho švagrovou, která Nabis šokovala.

## Po Nabis (1900–1914)
Po výstavě v roce 1900 se skupina Nabis začala rozpadat. Vždy měli různé styly, i když sdíleli společnou filozofii a uměleckými ideály. Rozpad byl prohlouben Dreyfusovou aférou (1894–1908), která rozdělila i francouzskou společnost. Dreyfus byl židovský důstojník francouzské armády, byl falešně obviněn z velezrady, a nakonec osvobozen. Vuillard a Bonnard podporovali Dreyfuse, zatímco Maurice Denis a Sérusier souhlasili s obviněním Dreyfuse francouzskou armádou.
Po rozpadu Nabis v roce 1900 se Vuillardův styl a volba témat změnily. S Nabis stál v čele avantgardy. Nyní postupně opustil přeplněné a temné interiéry, které maloval před rokem 1900, a začal malovat více venku, s přirozeným světlem. Pokračoval sice v práci v interiérech, ale prostor měl více světla a barev, větší hloubku a tváře a rysy byly jasnější. Účinky světla se staly primární součástmi jeho obrazů, ať už se jednalo o interiérové scény nebo parky a ulice Paříže. Postupně se vrátil k naturalismu. V listopadu 1908 uspořádal svou druhou velkou vlastní výstavu v Gallerie Bernheim-Jeune, kde představil mnoho svých nových krajin. Byl oceněn jedním anti-modernistickým kritikem za „jeho delikátní protest proti systematickým deformacím“.
V roce 1912 byli Vuillard, Bonnard a Roussel nominováni na cenu Legion d'Honneur, ale všichni tři tuto čest odmítli. „Nehledám jinou kompenzaci za své úsilí než úctu lidí s vkusem,“ řekl novináři.
V roce 1912 Vuillard namaloval obraz Théodore Duret in his Study. Obraz signalizoval novou fázi Vuillardova umění, které směřovalo k jeho portrétům z let 1920.
Vuillard byl porotcem spolu s Florence Meyer Blumenthal při udělování ceny Prix Blumenthal, udělované v letech 1919–1954 mladým francouzským malířům, sochařům, dekoratérům, rytcům, spisovatelům a hudebníkům.

### Nové interiéry, městské pohledy a zahrady
Po roce 1900 Vuillard pokračoval v zobrazování interiérů a zahrad, ale v přirozenějším, barevnějším stylu, než jaký používal jako Nabi. Přestože se tváře osob stále otáčely mimo pohled diváka, interiéry měly hloubku, bohaté detaily a teplejší barvy. Zejména zachycoval hru slunečního světla na zahradách a jiných objektech v exteriéru. Neobracel se k minulosti, měl svou vizi budoucnosti s uměním dekorativnějším, naturalističtějším a důvěrnějším než byly vize modernistů.
Vytvořil novou řadu dekorativních panelů, zobrazujících městské scény a parky v Paříži, stejně tak i mnoho interiérových scén pařížských obchodů a domů. Maloval Galerie Louvru a Museum of Decorative Arts (Uměleckoprůmyslové muzeum) v Paříži, kapli Versaillského paláce.
V roce 1909 vytvořil skici pro řadu dekorativních panelů pro dramatika Henryho Bernsteina. Zobrazovaly Place Vintimille v Paříži, patrně z Vuillardova bytu v 16 rue de Calais, kde žil od roku 1908, dokud nebyla budova v roce 1927 zbořena. Poté se přestěhoval do bytu na šesti místnostech ve Vintimille. Následoval Clauda Moneta a zobrazoval stejné místo v různých ročních obdobích a za různého počasí. V prosinci 1909 cestovali Vuillard a Pierre Bonnard k Monetovi do Giverny.
Panely Place Vintimile prokázaly pokračování japonského vlivu, který se objevoal v dřívějších dílech Vuillarda a dalších Nabis; objevilo se ve formátu přenosného panelu, použití pohledu z ptačí perspektivy a několika úhlů, necentrovaných obrázků a zjednodušených forem.

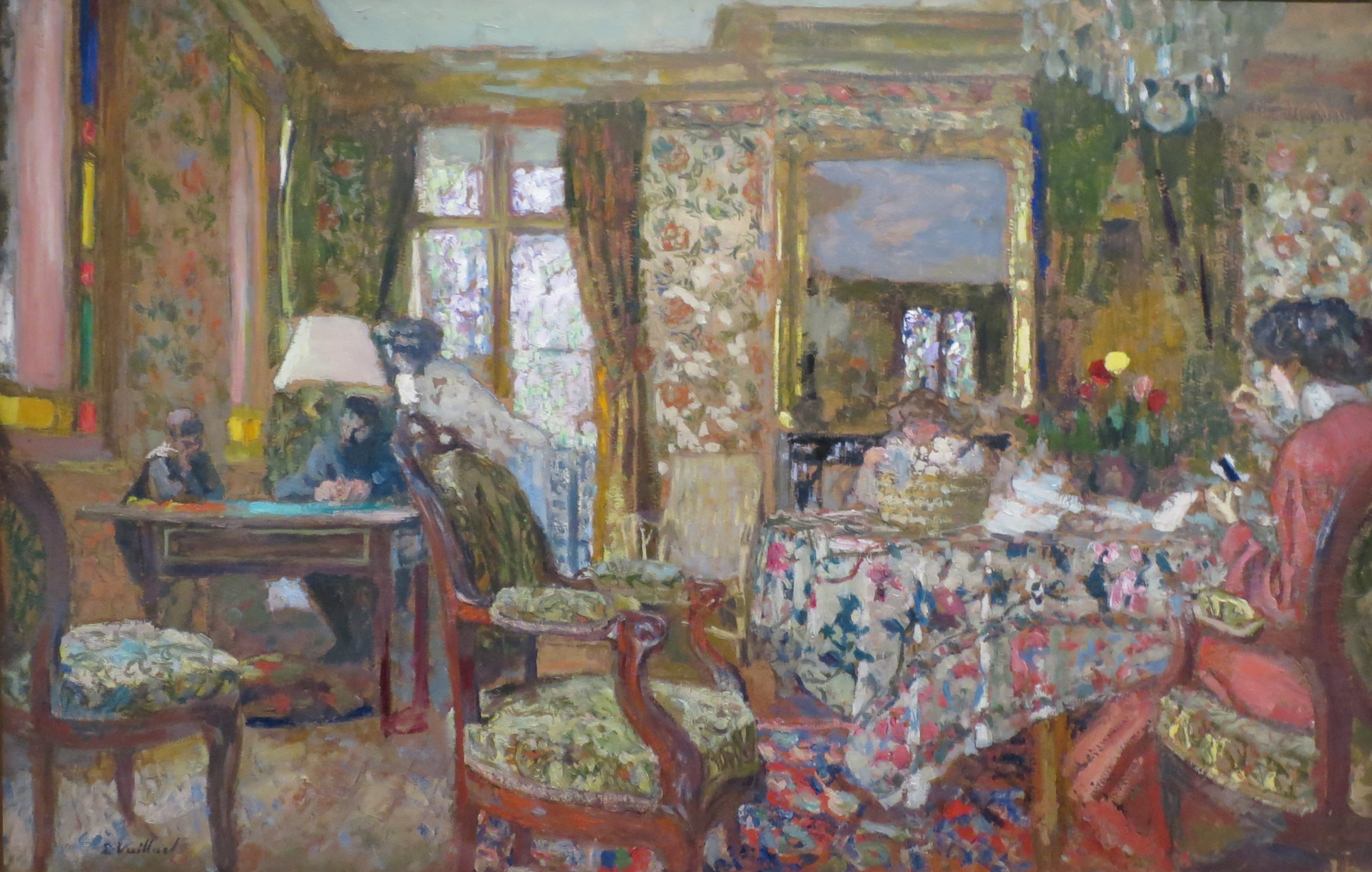
Interiér (1904), Puškinovo muzeum
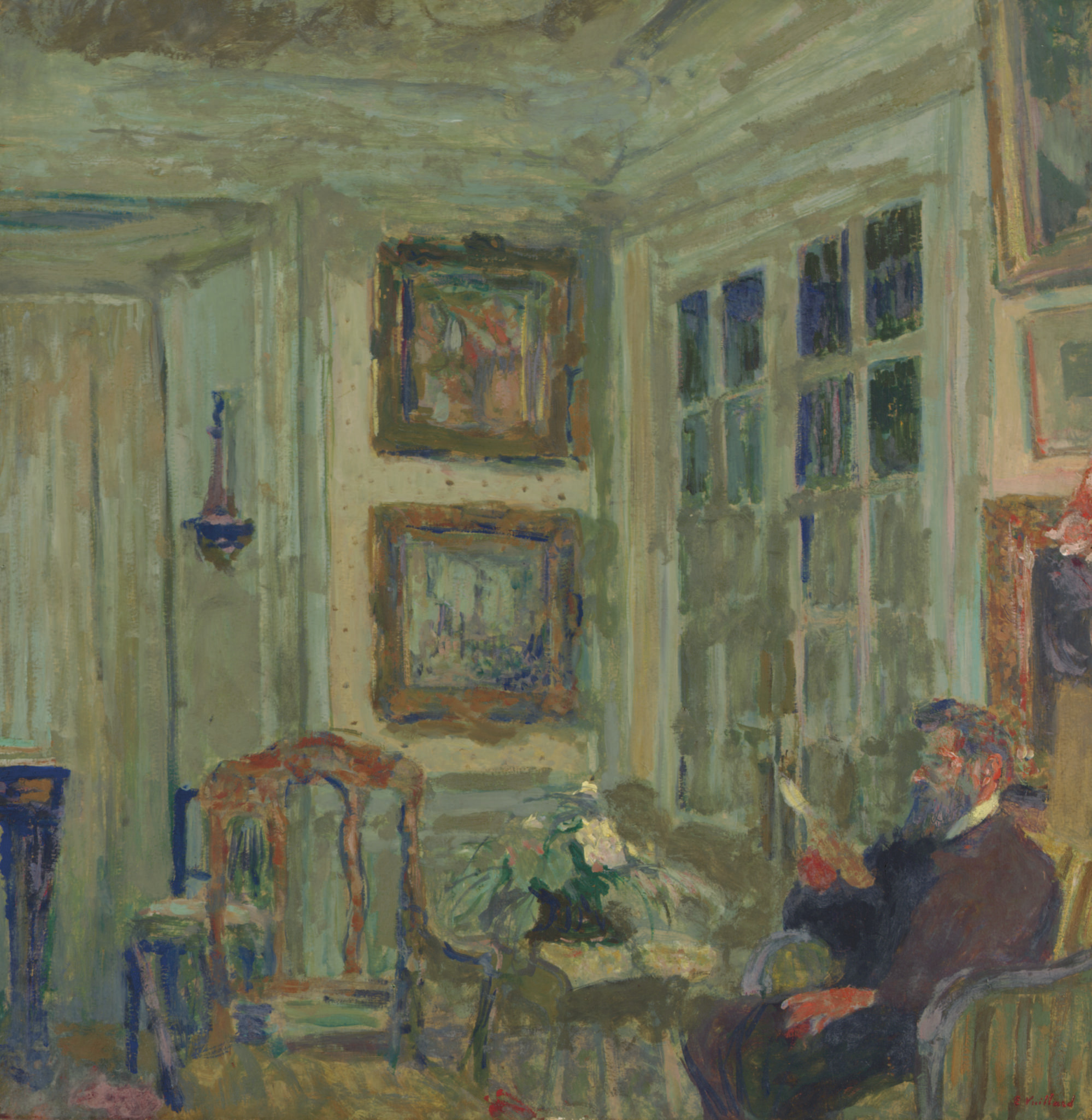
Arthur Fontaine čtoucí (1904)
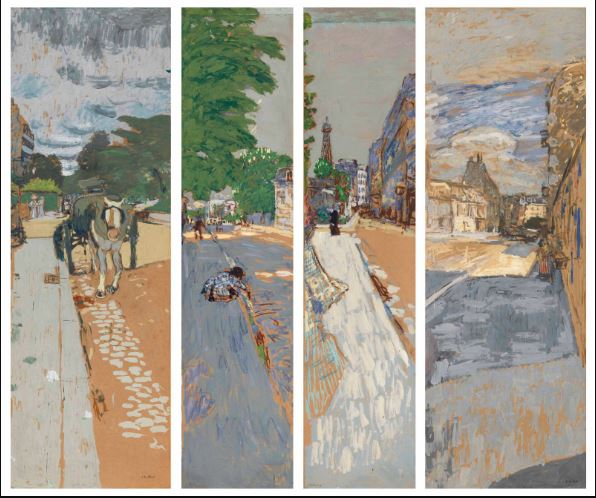
Ulice v Paříži decorative panels. První série, Passy (1908)
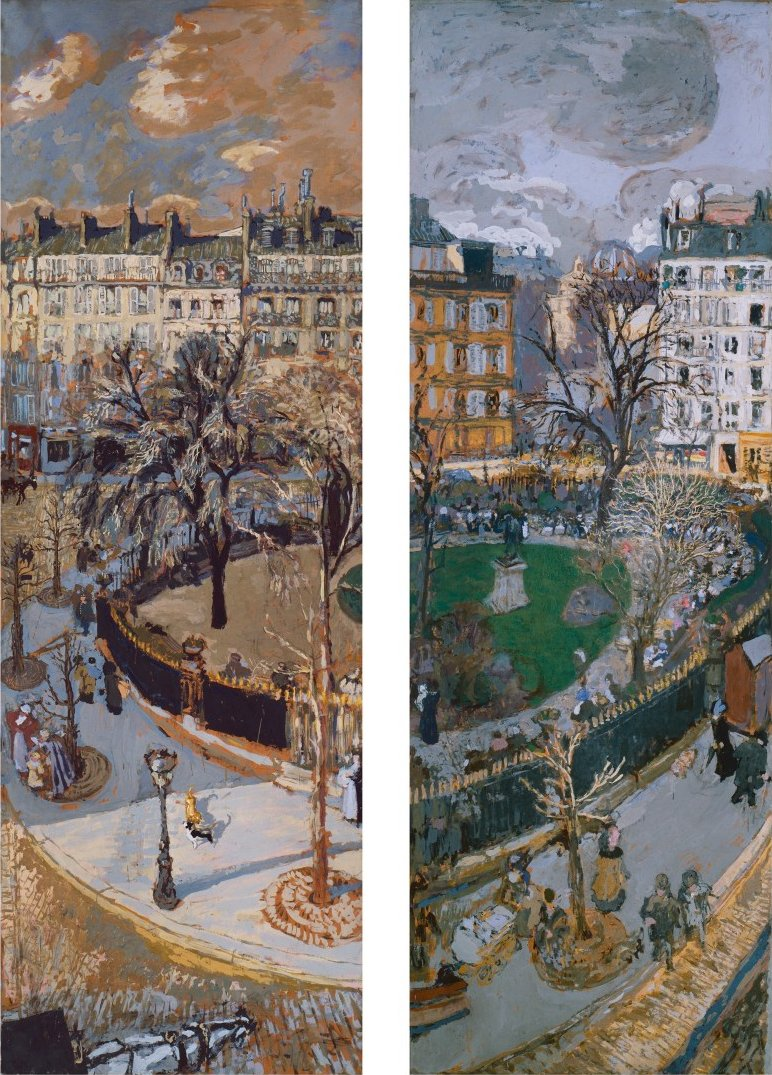
Place Vingtimille panel, (1908–1910)
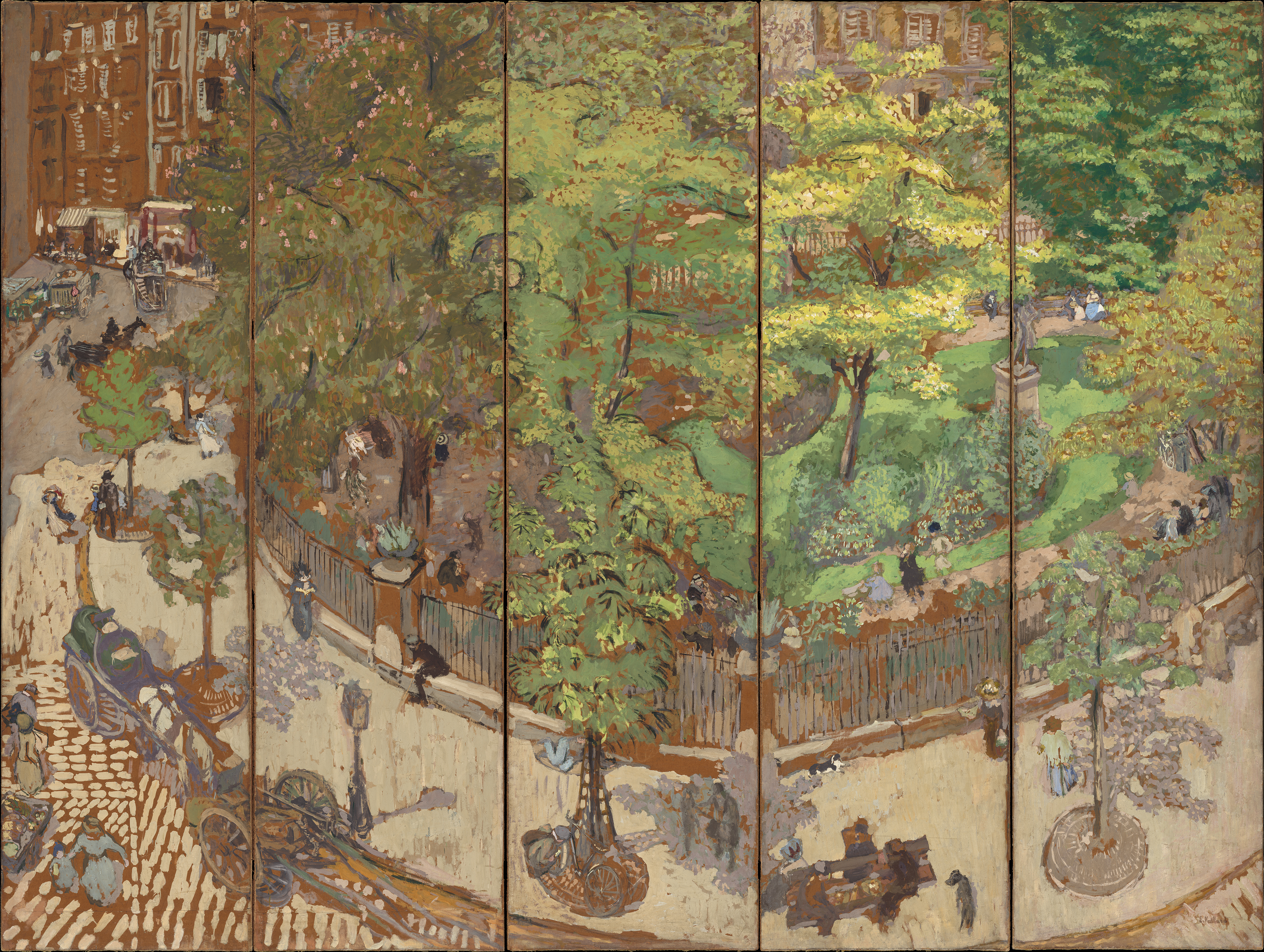
Place Vigntimille panel (1915), Národní galerie ve Washingtonu, Washington
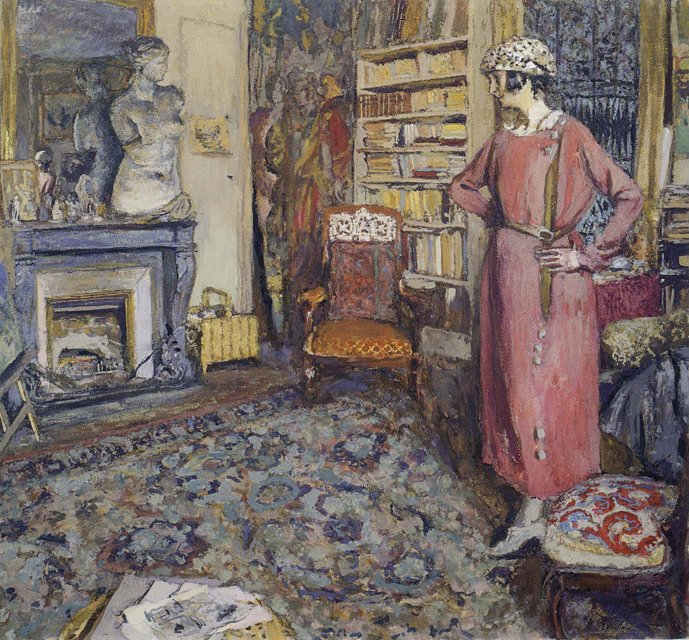
Venuše Milóská (1920)
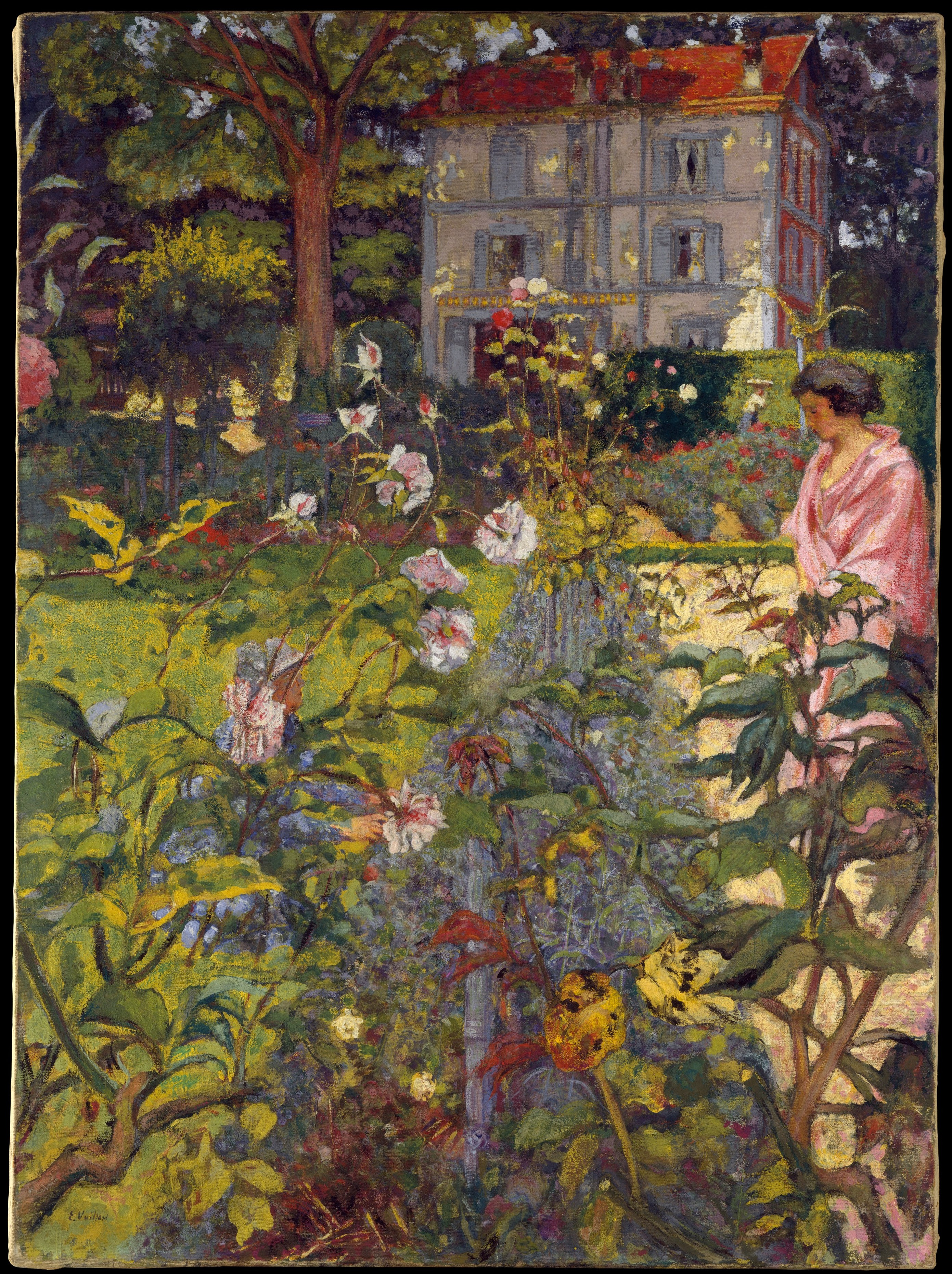
Zahrada ve Vaucresson (1920), Metropolitní muzeum umění, New York
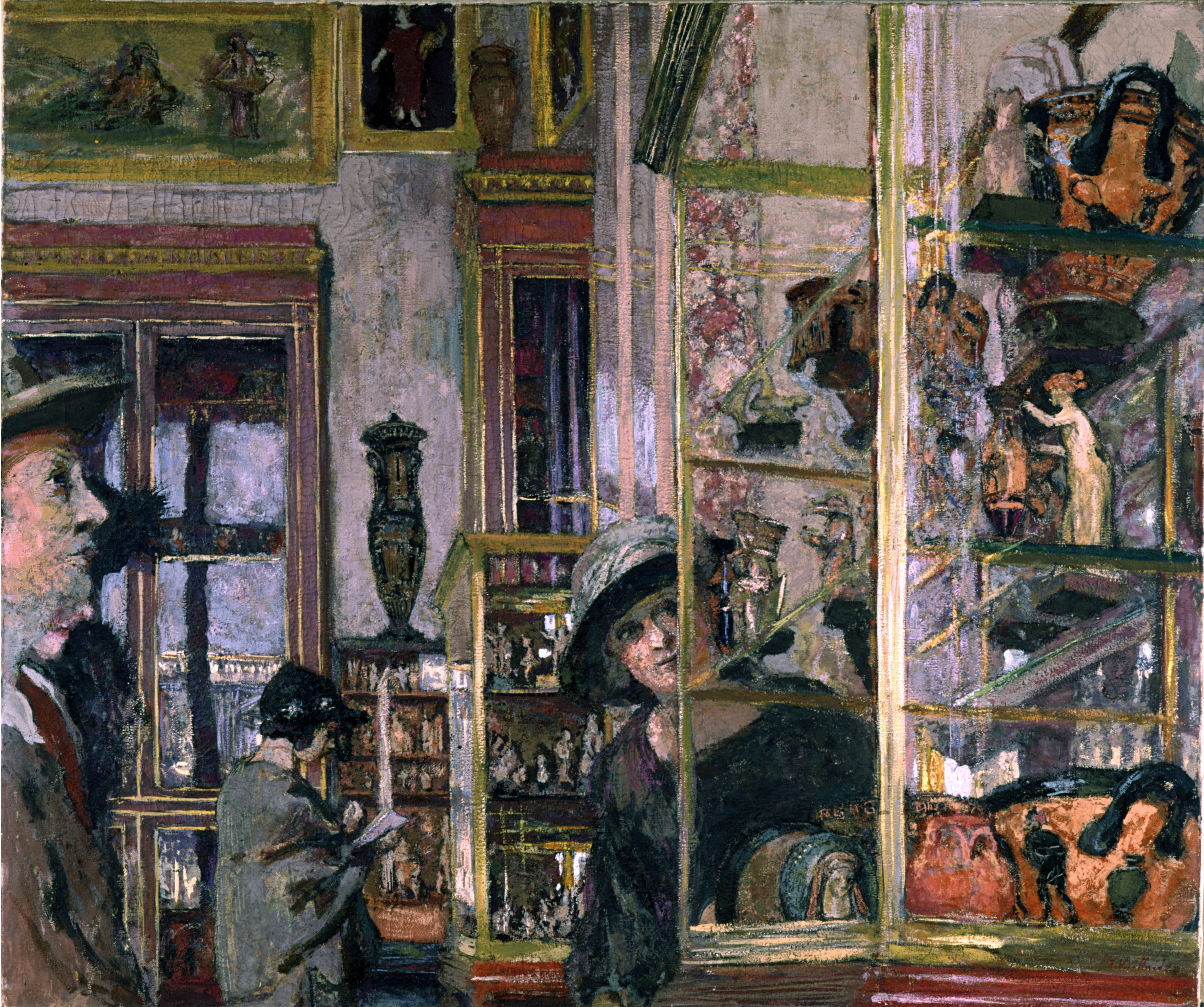
The Salle Clarac Louvre (1922)
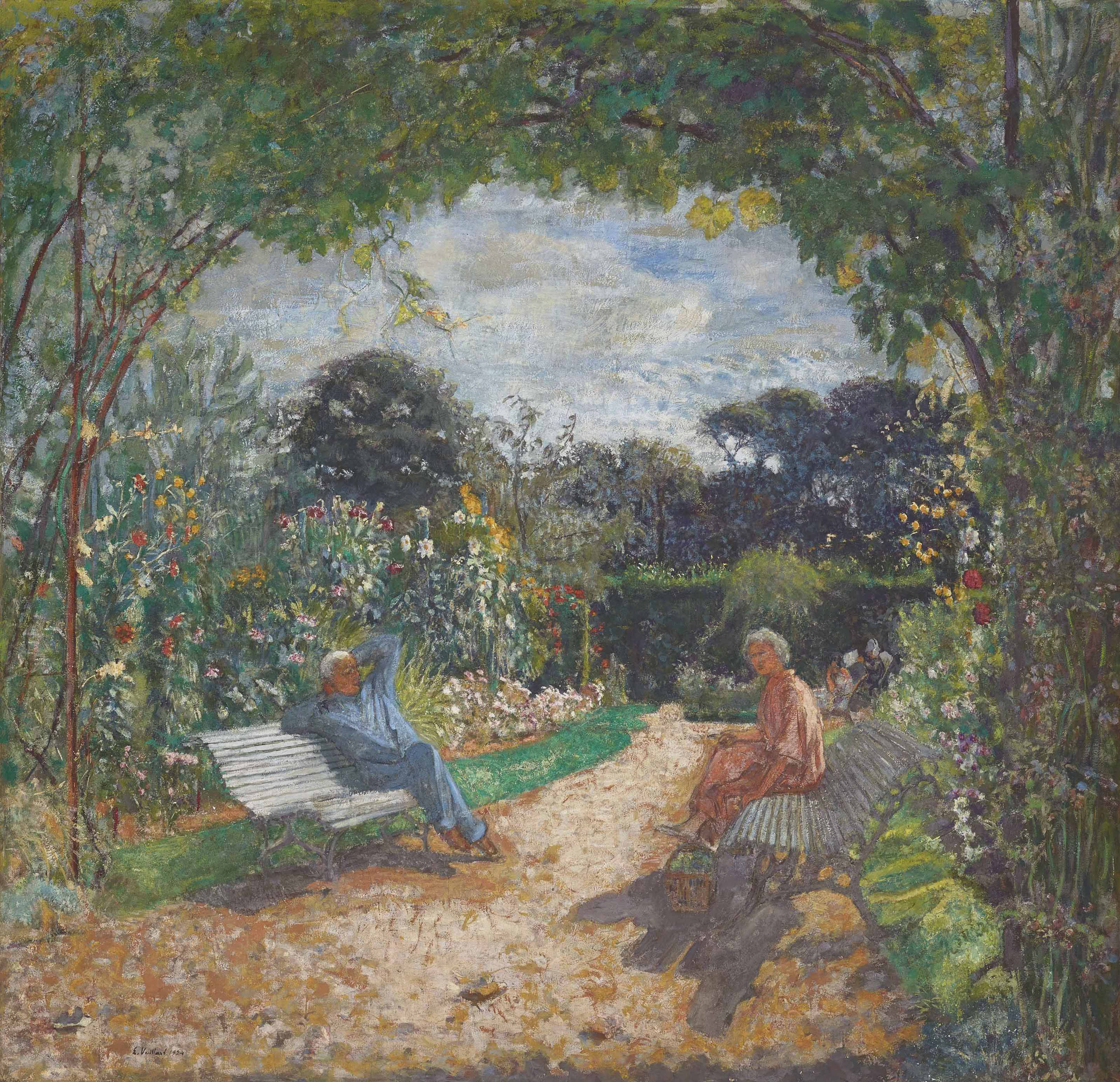
Morning in the garden, Clos Cezanne (1924)
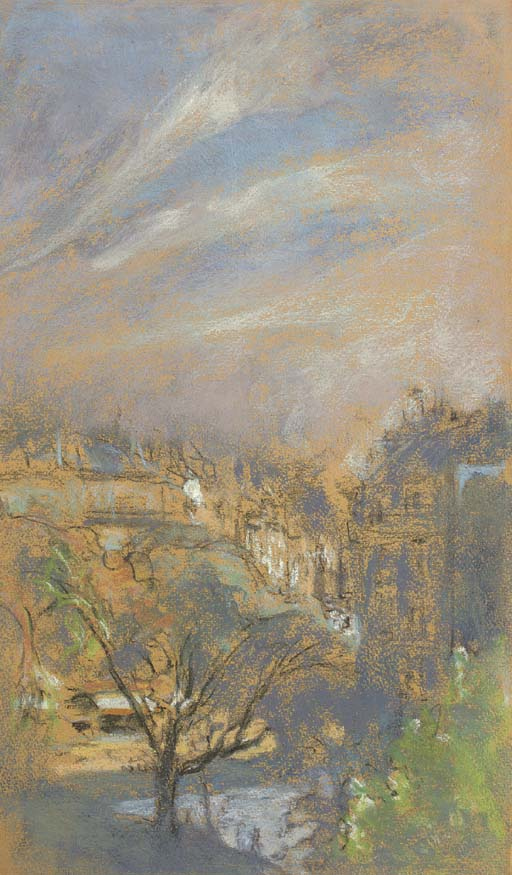
Ranní světlo, Place Vintimille (asi 1928), pastel a uhel
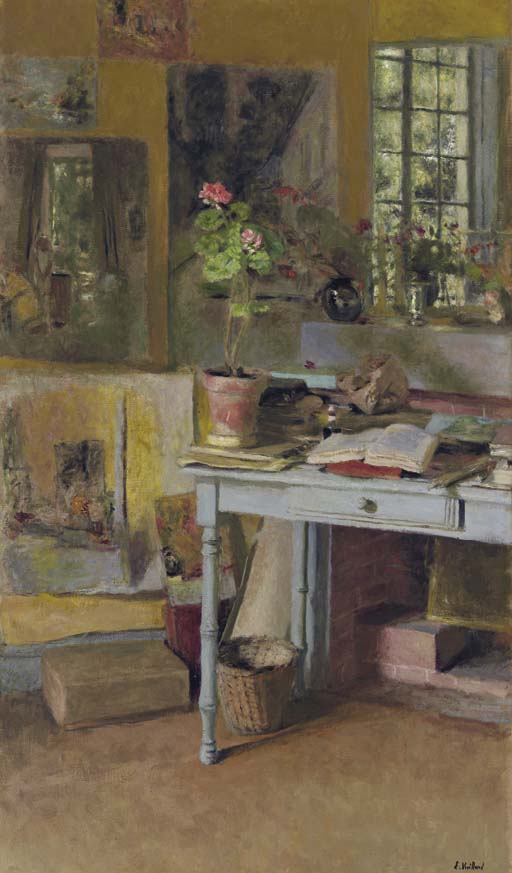
Zátiší na modrém stole (1932)

### Divadlo
Divadlo bylo důležitou součástí Vuillardova života. Začal v Nabis vytvářením scén a návrhem programů pro avantgardní divadlo a po celý život měl úzké kontakty s lidmi od divadla. Byl přítelem herců, maloval je a maloval i režiséra Sachu Guitryho. V květnu 1912 obdržel důležitou zakázku na sedm panelů a tři obrazy nad dveře pro nové divadlo Théâtre des Champs-Élysées v Paříži, včetně jednoho obrazu Guitryho a dramatika George Feydeaua. V letech 1911 až 1914 se účastnil představení ruského baletu a večeřel s ruským režisérem baletu Sergejem Ďagilevem a americkou tanečnicí Isadorou Duncan. Navštěvoval Folies Bergère a Moulin Rouge v čase jejich slávy. V roce 1937 on a Bonnard přijali zakázku zkombinovat své dojmy z historie pařížského divadelního světa do velké nástěnné malby La Comédie pro foyer nového Théâtre national de Chaillot, postaveného v roce 1937 pro Pařížskou mezinárodní výstavu.

## Poslední léta (1914–1940)
Po vypuknutí první světové války v srpnu 1914 byl Vuillard krátce mobilizován jako dálniční hlídka. Brzy byl demobilizován a vrátil se k malování. Navštívil zbrojní továrnu svého patrona Thadée Natansona poblíž Lyonu a později vytvořil řadu tří obrazů na téma práce v továrně. Krátce, od 2. února do 22. února, sloužil jako oficiální umělec francouzské armády v oblasti Vosges a vytvořil řadu pastelů. Jedním z nich byla skica vyslýchaného zajatého německého vězně. V srpnu 1917 dostal v Paříži od architekta Francise Jourdaina zakázku na nástěnnou malbu pro módní pařížskou kavárnu Le Grand Teddy.
V roce 1921 dostal důležitou zakázku na dekorativní panely pro patrona umělců Camille Bauera pro jeho rezidenci v Basileji ve Švýcarsku. Vuillard dokončil sérii čtyř panelů, plus dva obrazy nade dveře. Dokončeny byly v roce 1922. Každé léto mezi roky 1917 až 1924 trávil ve Vaucressonu, v domě, který si pronajal se svou matkou. Vytvořil sérii krajinomaleb této oblasti.

### Portréty
Po roce 1920 byl stále velmi zaměstnán portréty bohatých a význačných Pařížanů. Upřednostňoval použití techniky a la collie sur toiel nebo techniku distemper, což mu umožnilo vytvořit přesnější detaily a bohatší barevné efekty. Portrétoval herce a režiséra Sachu Guitry, módní návrhářku Jeanne Lanvin, Lanvinovu dceru, komtesu Contesse Marie-Blanche de Polignac, vynálezce a průkopníka letectví Marcela Kapferera a herečku Jane Renouardt. Své portréty obvykle maloval v jejich studiu nebo domech či v divadelním zákulisí, s bohatě vykresleným pozadím, tapetami, nábytkem a koberci. Pozadí vytvořilo náladu, vyprávělo příběh a sloužilo jako kontrast, jež podtrhl hlavní postavu.

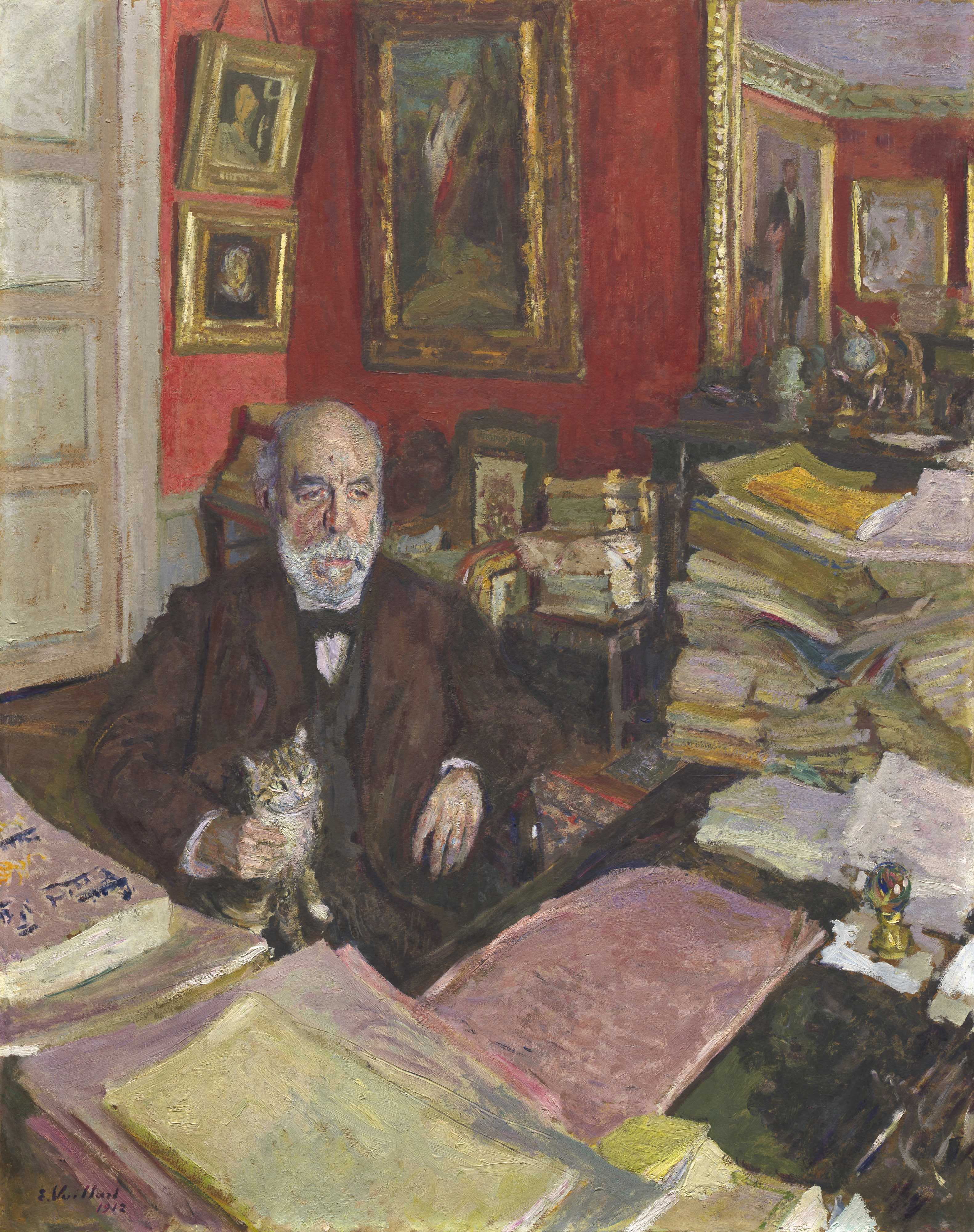
Portrét Theodora Dureta (1912), Národní galerie ve Washingtonu, Washington DC
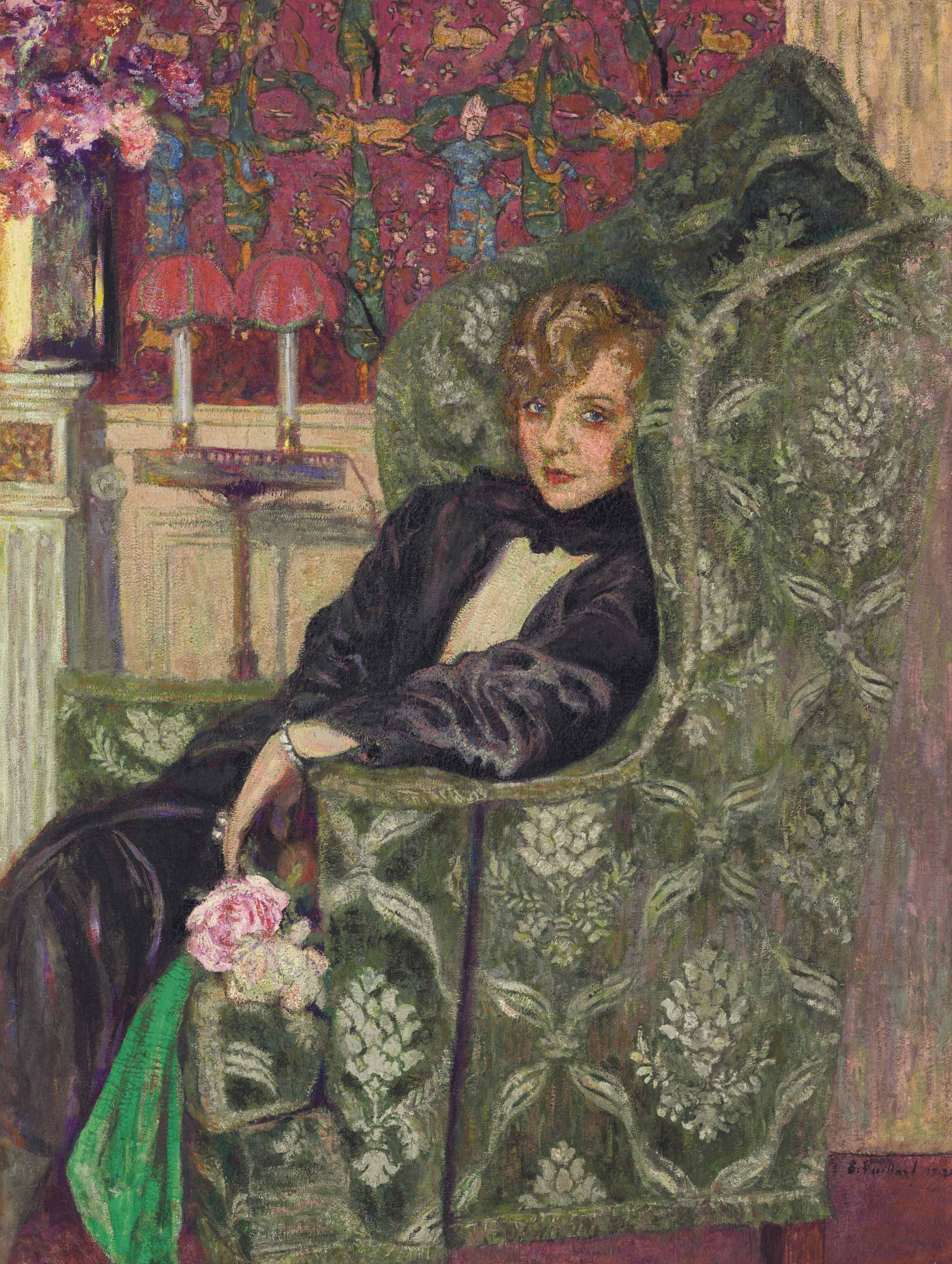
Herečka Yvonne Printemps v křesle (1920–21)
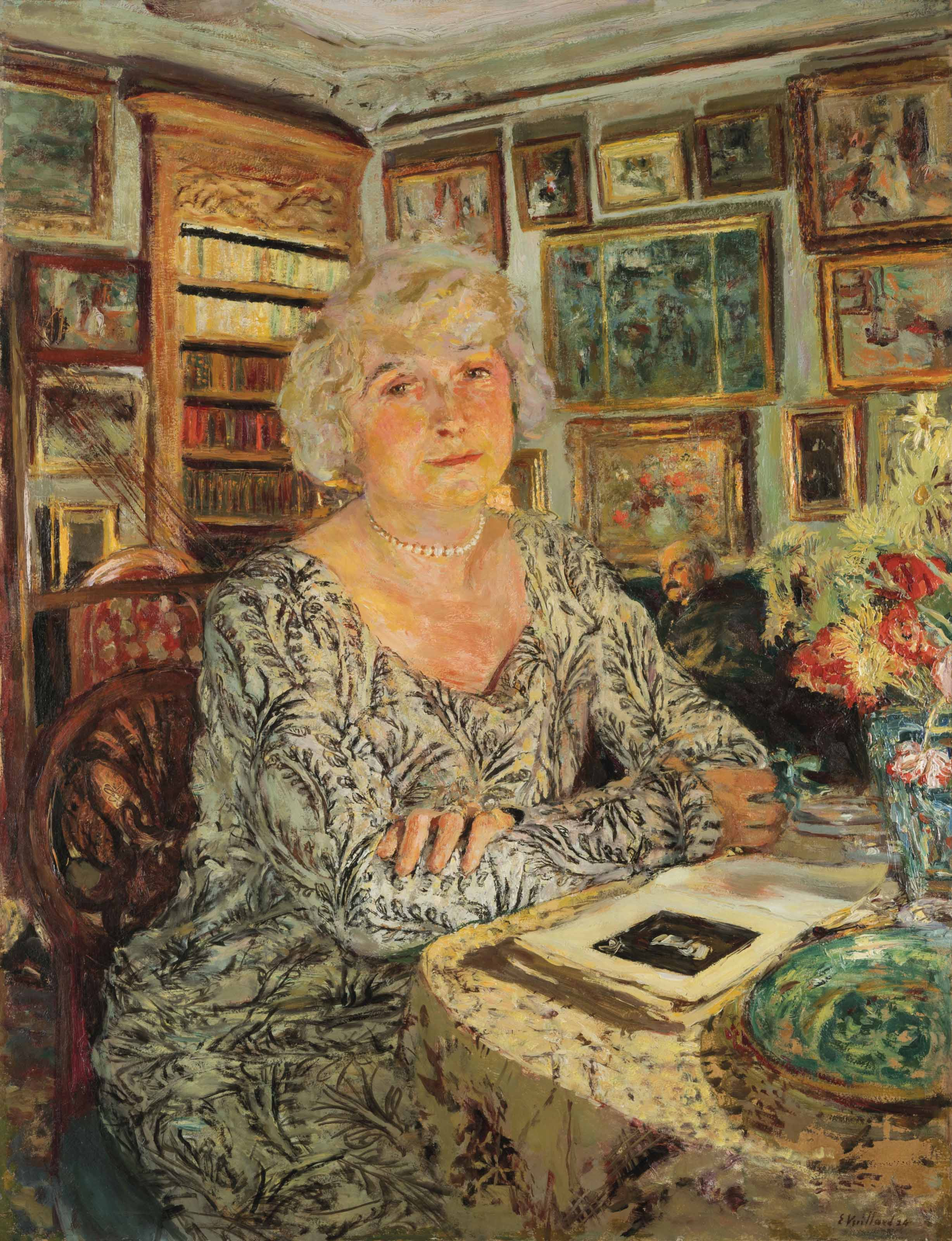
Portrét Lucy Hessel (1924)
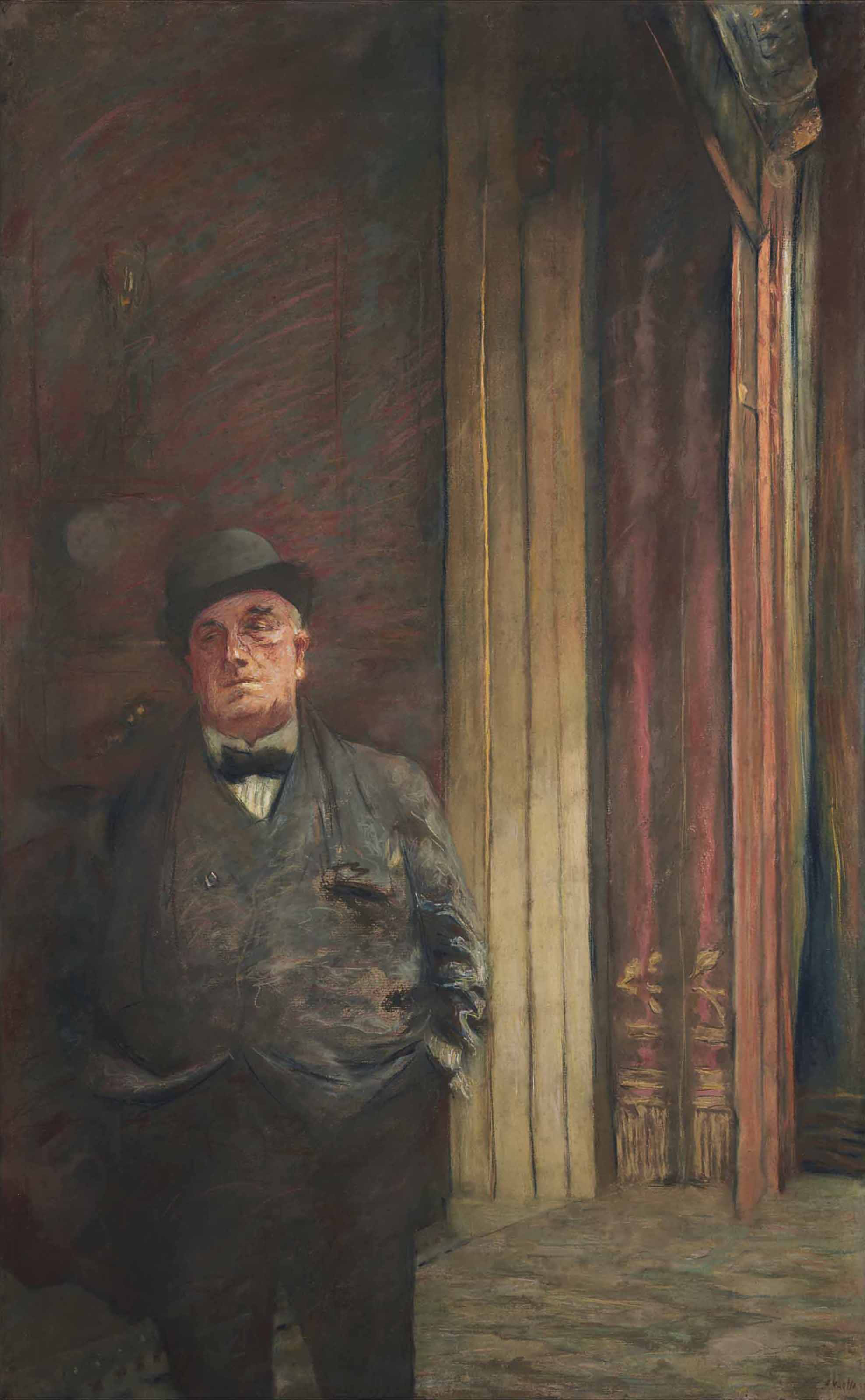
Portrét, Sacha Guitry (1925)
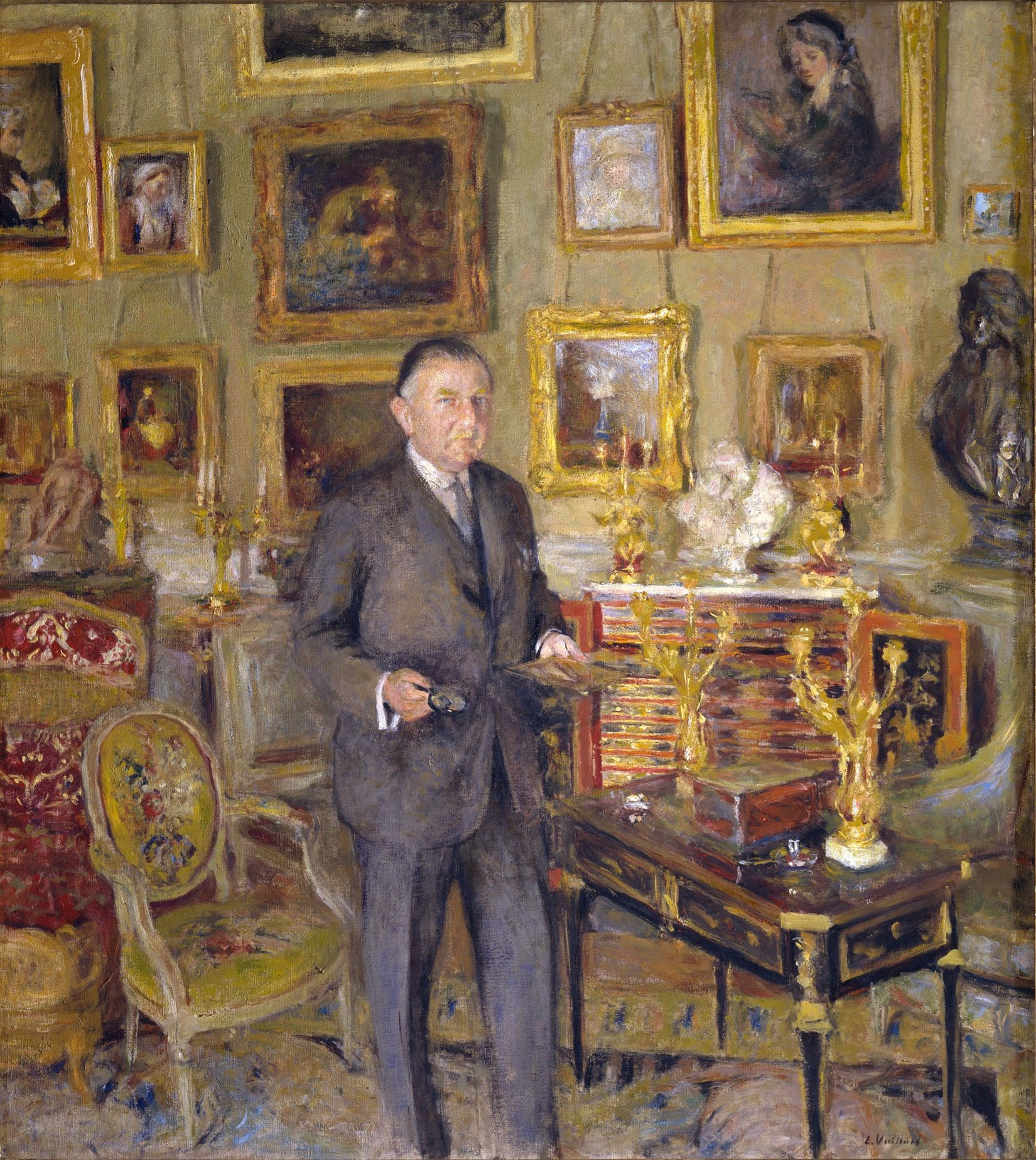
Portrét, David David-Weill (1925)
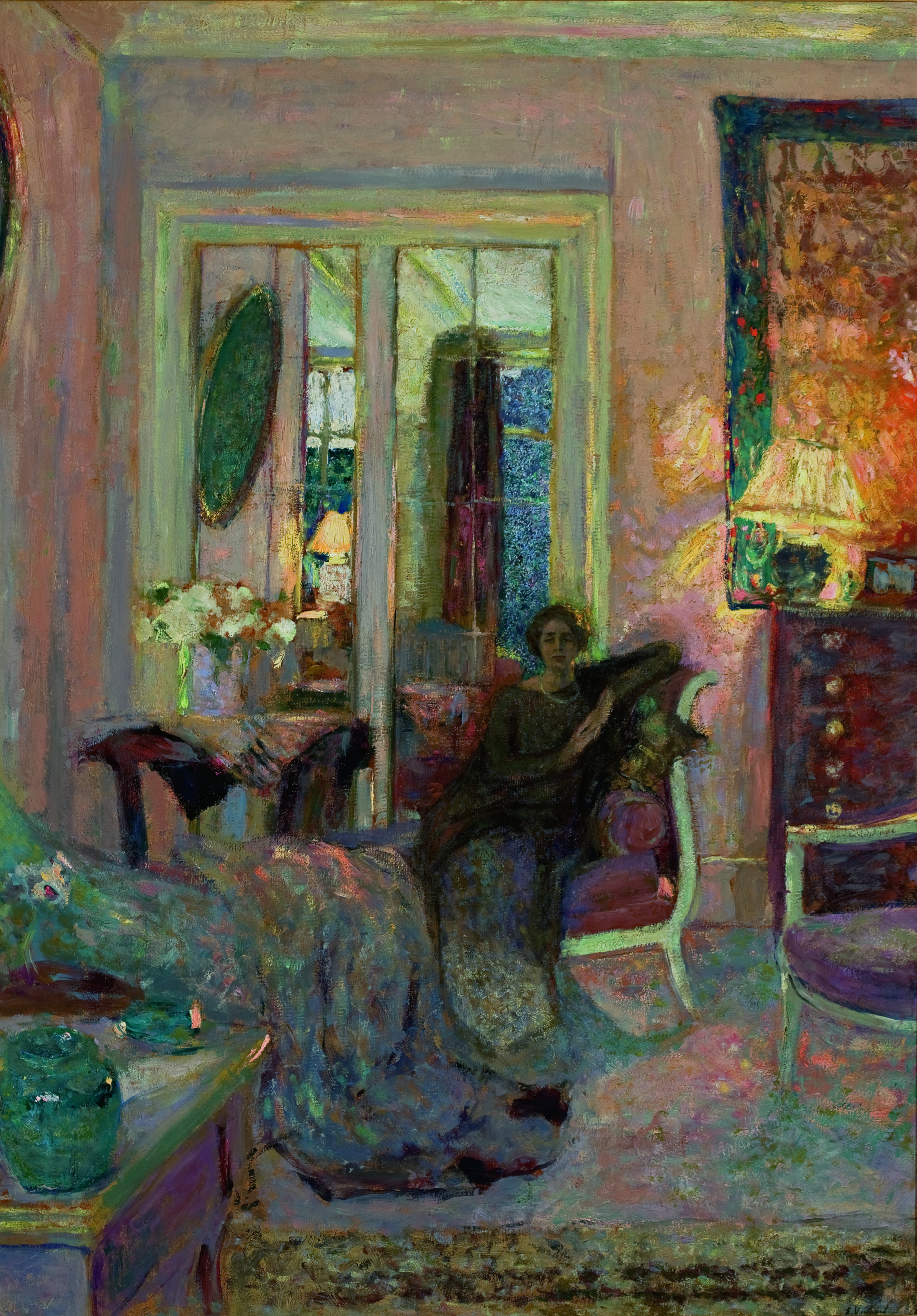
Portrét princezny Bibesco (1925), São Paulo Museum of Art
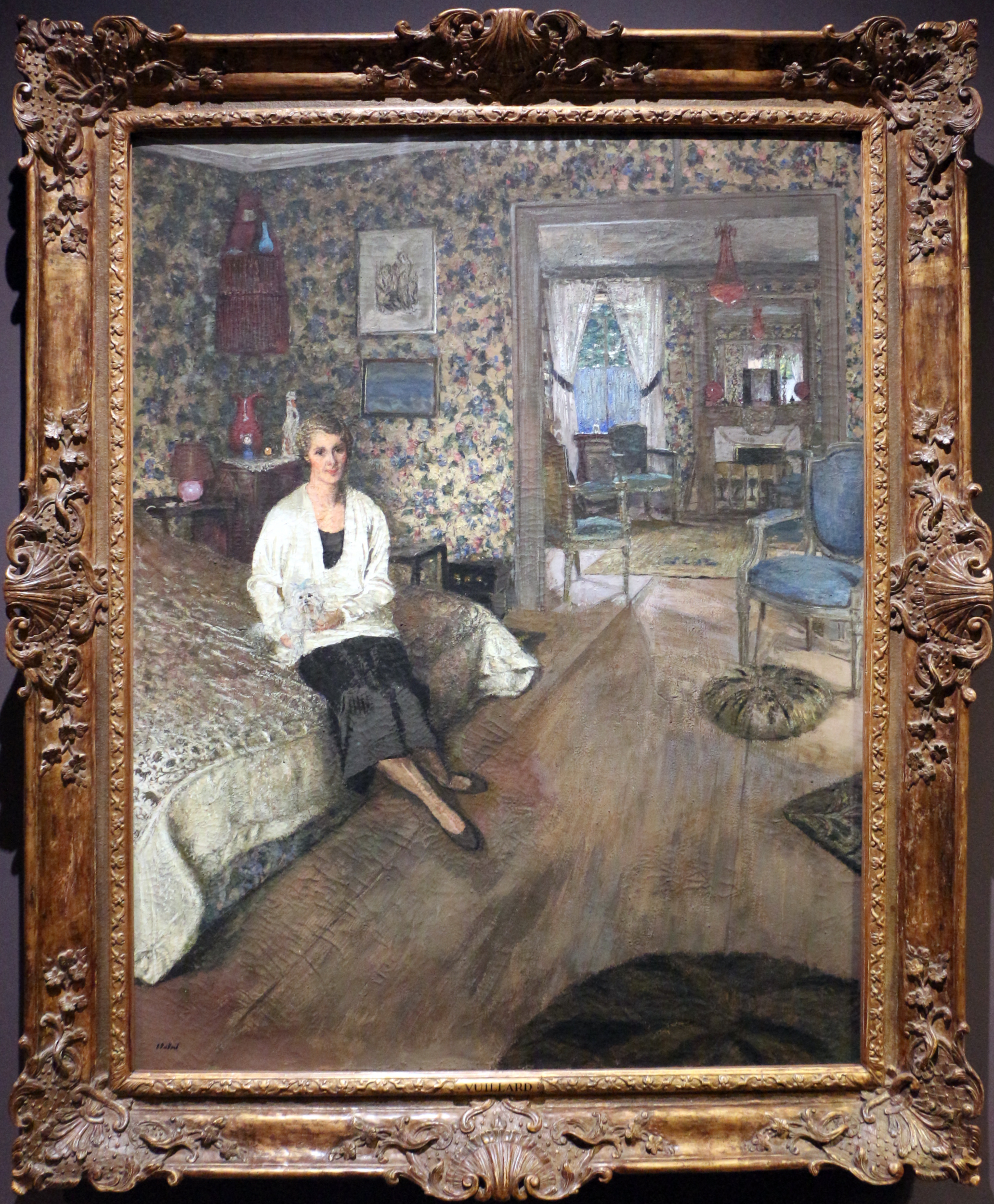
Komtesa Marie-Blanche de Polignac (1928–1932), Musée d'Orsay, Paříž
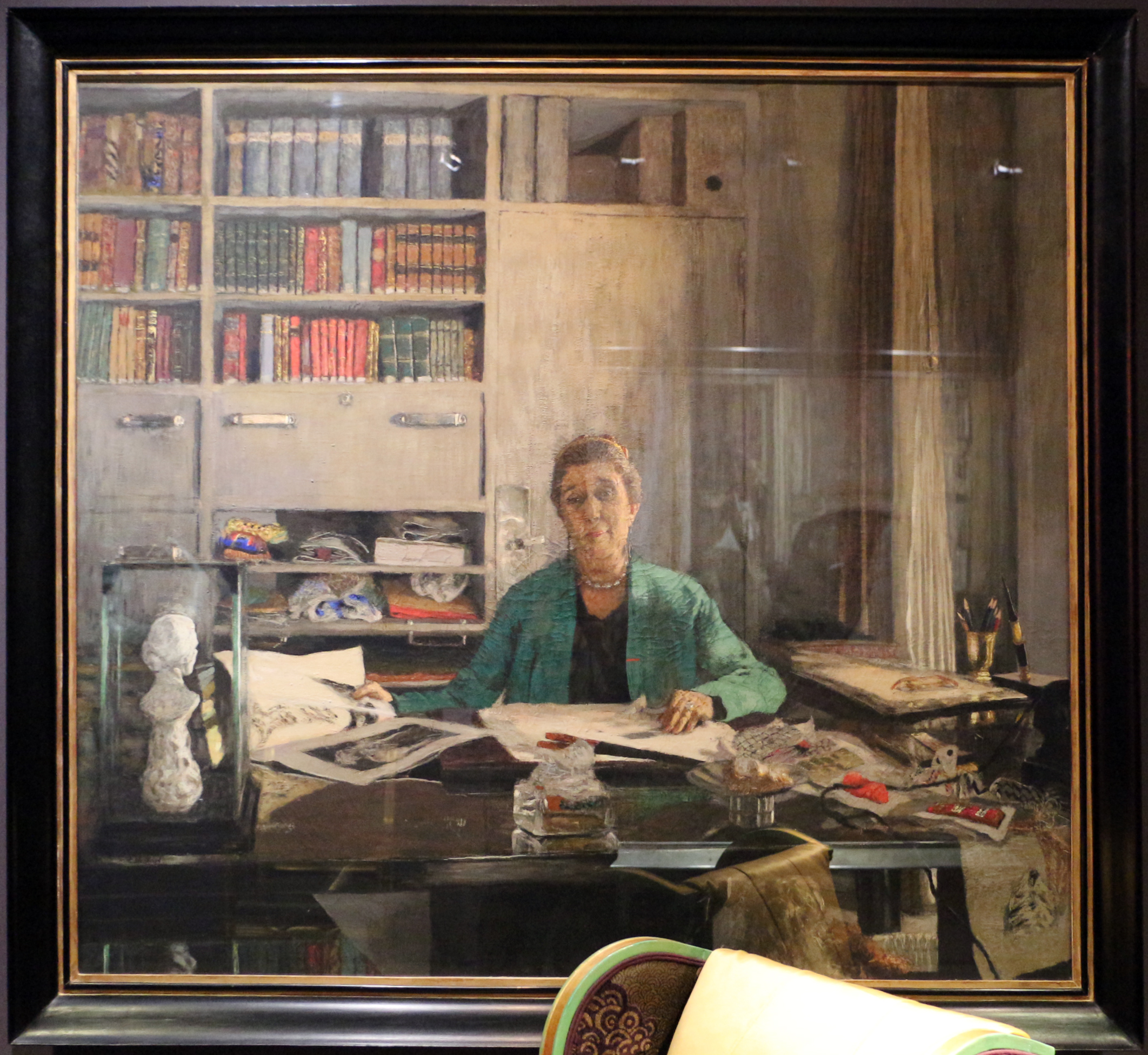
Jeanne Lanvin (1933), Musée d'Orsay

## Uznání a smrt
Mezi lety 1930 a 1935 dělil svůj čas mezi Paříž a zámek Chateau de Clayes, které vlastnil jeho přítel Hessel. Od francouzského státu nedostal žádné oficiální uznání až do července 1936, kdy byl pověřen zhotovením nástěnné malby, La Comédie, zobrazující jeho dojmy z dějin pařížského divadelního světa pro foyer nového Théâtre national de Chaillot postaveného pro mezinárodní výstavu v Paříži z roku 1937. V srpnu téhož roku koupilo město Paříž čtyři obrazy, Anabatistes a sbírku náčrtů. V roce 1937 obdržel další významnou zakázku spolu s Mauricem Denisem a Rousselem za monumentální nástěnnou malbu v paláci Společnosti národů v Ženevě.
V roce 1938 získal více oficiálního uznání. V únoru 1938 byl zvolen do Académie des Beaux Arts a v červenci 1938 Musée des Arts Decoratifs představilo velkou retrospektivu jeho obrazů. Později v tomto roce odcestoval do Ženevy, aby dohlížel na instalaci své nástěnné malby Peace, Protector of the Arts(Mír, ochránce umění) v budově Společnosti národů.
V roce 1940 dokončil své poslední dva portréty. Trpěl plicními potížemi a odcestoval do La Baule v Loire-Atlantique, zlepšit své zdraví. Zemřel zde 21. června 1940, téhož měsíce, kdy byla Němci v bitvě o Francii poražena francouzská armáda.

## Osobní život
Vuillard se oženil, ale jeho osobní život a jeho práce byly velmi ovlivněny jeho přítelkyněmi. Na konci let 1890 začal dlouhý vztah s Misií Natansonovou, manželkou jeho důležitého patrona, Thadée Natansonovou. Natanson se s ní oženil v dubnu 1893, když jí bylo šestnáct. Misia se objevuje se v sérii Veřejné zahrady. Pomohl jí vyzdobit Natansonův byt, často ji umísťoval do dekorativních panelů a pravidelně ji doprovázel s manželem do jejich venkovského domu.
V roce 1900 se Vuillard setkal s Lucy Hessel, manželkou švýcarského obchodníka s uměním, která se stala jeho novou múzou, každý rok s ním cestovala v červenci, srpnu a září do Normandie a byla jeho rádkyní. Zůstala s ním, navzdory mnoha dramatickým scénám, až do konce jeho života. Kromě Misie a Lucy měl také dlouhý vztah s herečkou Lucií Belin, pro kterou zařídil důchod, když v roce 1920 onemocněla.

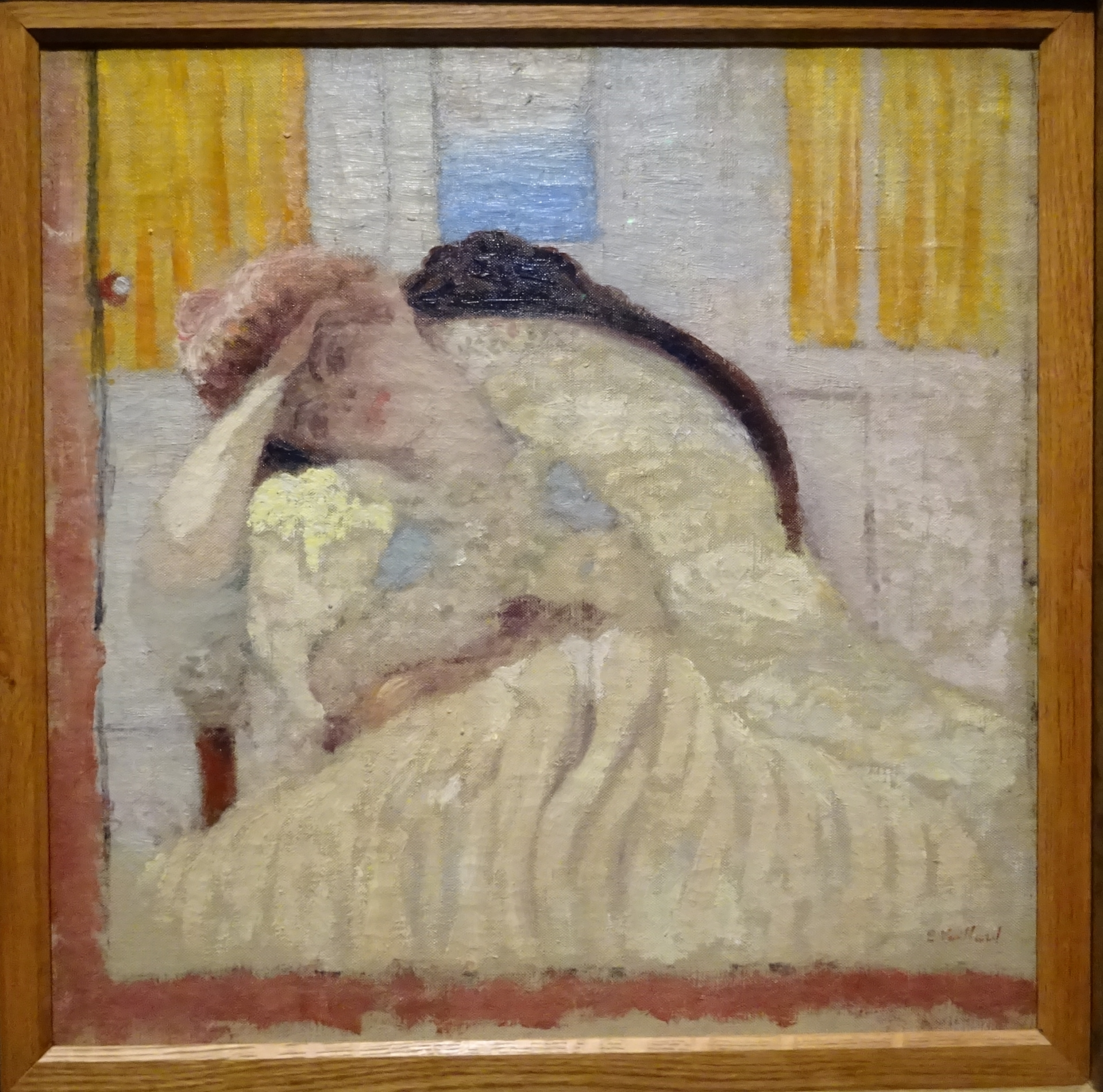
Misia Natanson sedící v křesle (1901)
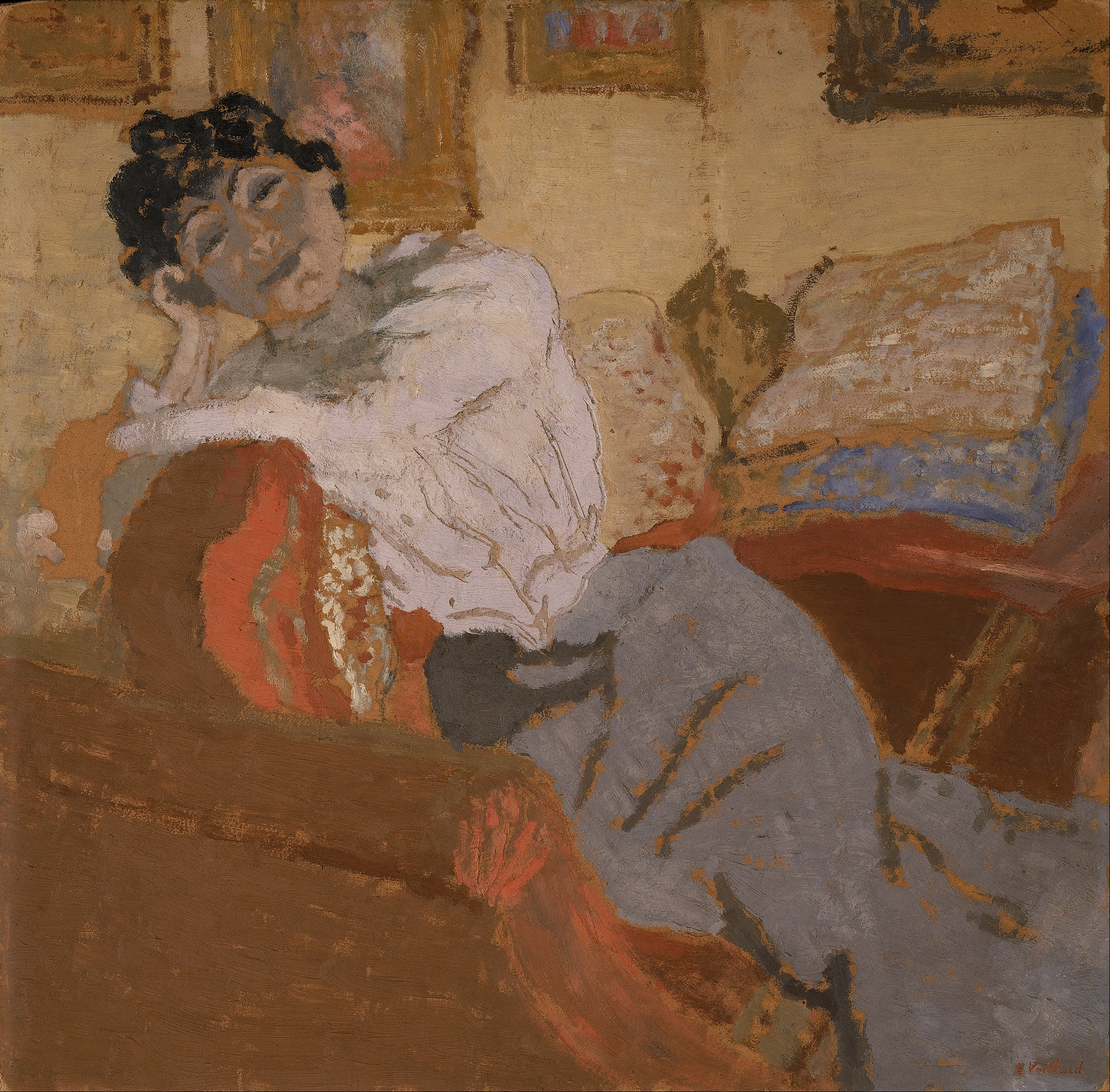
Lucy Hessel na pohovce (1900)
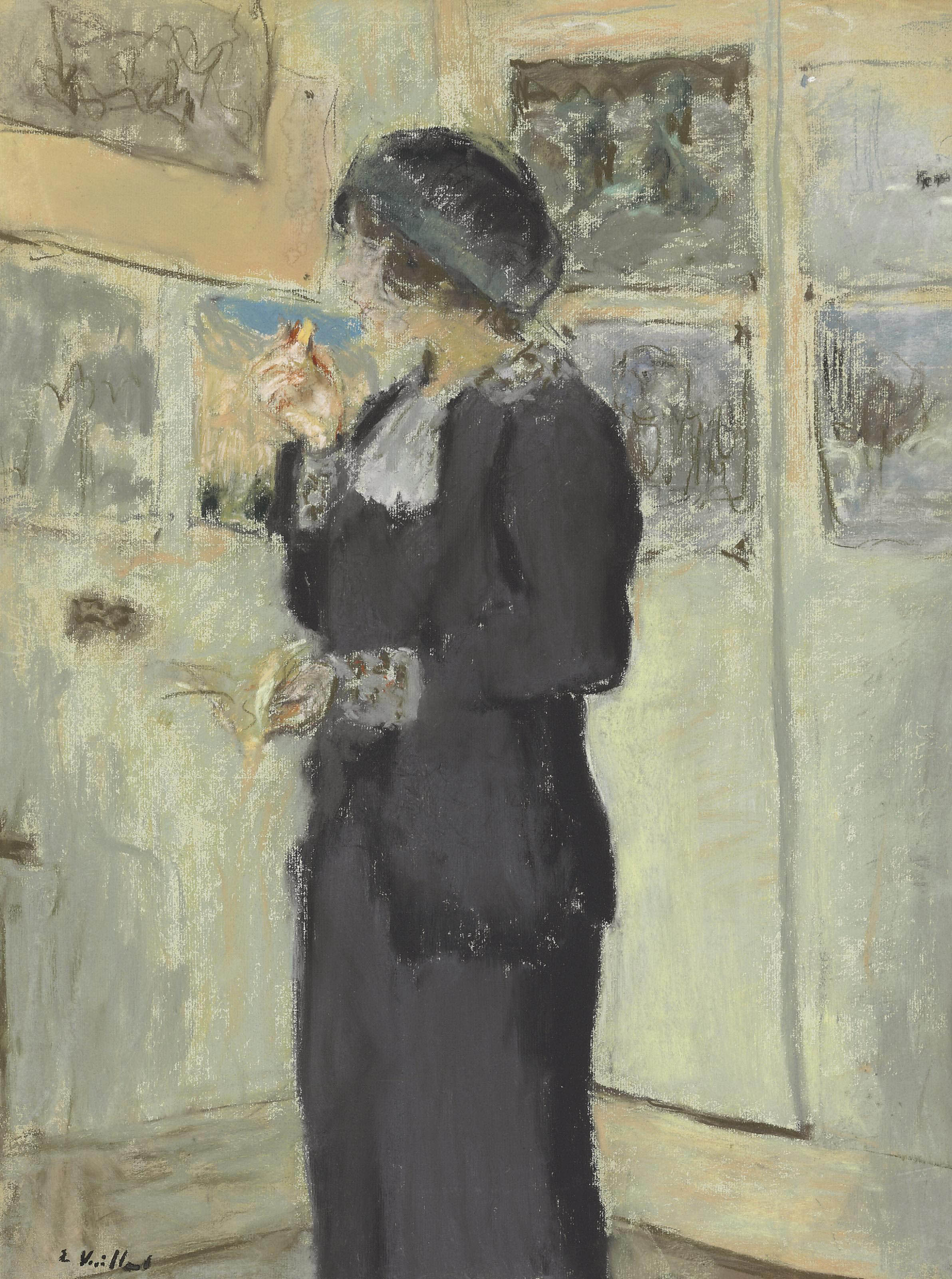
Lucie Belin (1915)

### Le Grand Teddy – znovuobjevení obrazu

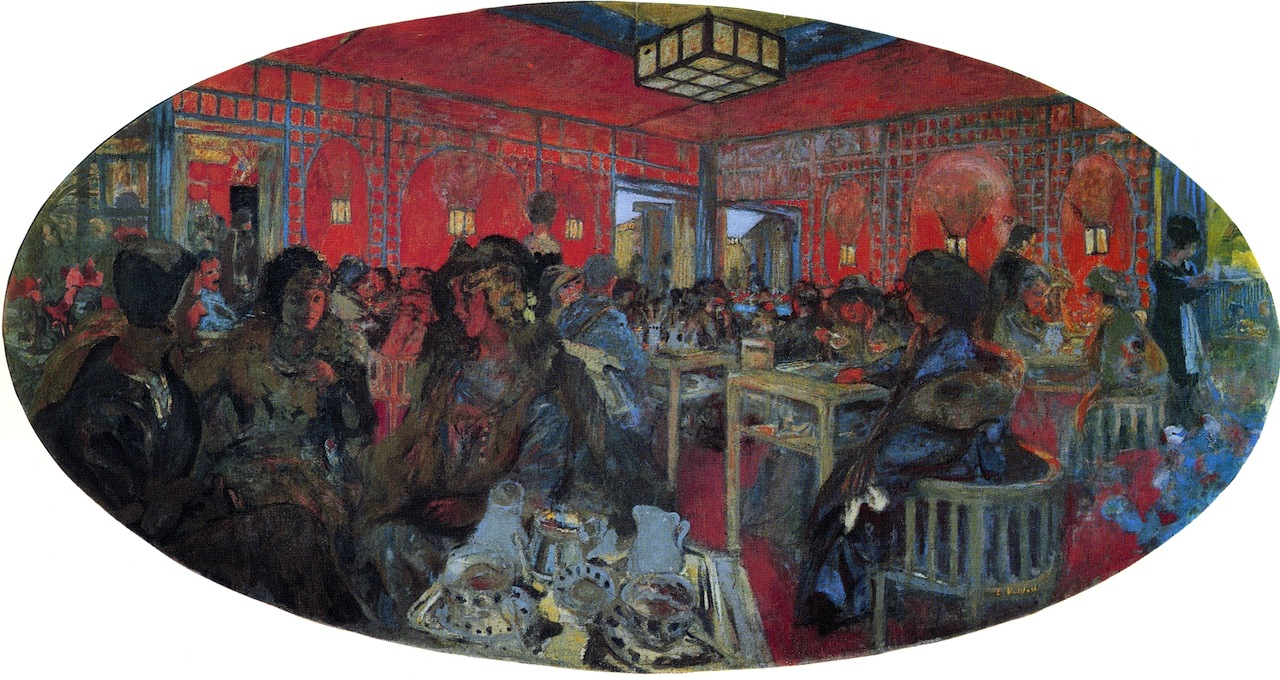
Le Grand Teddy, 1918, malba technikou distemper na plátně, 150 × 290 cm, největší ze tří obrazů pro pařížskou kavárnu „Le Grand Teddy“

V roce 2014 se televizní program BBC Fake or Fortune? věnoval historii obrazu který vlastnil britský scenárista Keith Tutt. Ten se, stejně tak jako i předchozí vlastníci obrazu, manželé Warrenovy, domníval že autorem je Vuillard. Vertikální oválný obraz, který zachycuje kavárenskou scénu, byl považován za jeden ze skupiny tří obrazů namalovaných Vuillardem v roce 1918 pro novou pařížskou kavárnu „Le Grand Teddy“, pojmenovanou po americkém prezidentovi Teddy Rooseveltovi. Hlavní obraz, velké horizontální oválné dílo zobrazující rušný interiér kavárny (v současné době v soukromém vlastnictví a uchovávané v bezpečném úložišti v Ženevě ve Švýcarsku), bylo v té době jediným ze tří známých stále existujích prací. Odborníky bylo plně potvrzeno že dílo je pravý Vuillard. S pomocí uměleckých odborníků televizní program podrobil obraz důkladnému zkoumání a analýze a provedl rozsáhlý výzkum s cílem ověřit jeho původ. Po předložení všech důkazů Wildenstein Institute v Paříži prohlásil, že obraz je nepochybně pravý Vuillard.

### Market
Dne 13. listopadu 2017 se obraz Misia et Vallotton à Villeneuve namalovaná v roce 1899 stala nejcennějším Vuillardem prodaným v aukci, když jeho cena v aukci Christie's dosáhla 17,75 milionu USD. Obraz vlastnili Nancy Lee a Perry Bass od roku 1979, kdy jej zakoupili od francouzské rodiny obchodníků s uměním Wildenstein & Co.

### Vybrané výstavy
- 13. března 2019 – 30. června 2019 – Les Nabis et le décor – Bonnard, Vuillard, Maurice Denis… Musée du Luxembourg, Paříž
- 19. října 2018 – 20. ledna 2019 Maman Vuillard and Madame Vuillard Archivováno 27. 7. 2020 na Wayback Machine., Barber Institute of Fine Arts, Birmingham
- 16. října 2015 – 15. února 2016 Indoor/Outdoor: Vuillard’s „Landscapes and Interiors“, Norton Simon Museum, Pasadena
- 4. května 2012 – 23. září 2012 Edouard Vuillard: A Painter and His Muses, 1890–1940, Jewish Museum (New York)
- 19. ledna 2003 – 20. dubna 2003 Édouard Vuillard Archivováno 31. 1. 2017 na Wayback Machine., Národní galerie ve Washingtonu, Washington, DC
- 25. září 2003 – 4. ledna 2004 Edouard Vuillard (1868–1940) Archivováno 4. 3. 2016 na Wayback Machine., Musée d'Orsay Paříž

### Vybraná díla
- The Green Interior or Figure in front of a Window with Drawn Curtains (1891), Metropolitní muzeum umění[40]
- Self Portrait (1892)
- Woman Sweeping (1892)
- Mother and Sister of the Artist (1893)
- The Seamstress (1893), Indianapolis Museum of Art
- The Yellow Curtain (1893)
- Married Life (1894)
- Under the Trees (z cyklu „The Public Gardens“) (1894), Cleveland Museum of Art
- Chestnut Trees, a Cartoon for a Tiffany Stained-Glass Window (1894–95), glue-based distemper on cardboard, mounted on canvas, 110 x 70 cm, Dallas Museum of Art
- At the Café (asi 1897–1899), Cleveland Museum of Art
- Woman in Blue With Child (Misia Natanson with Mimi Godebska, rue Saint-Florentin) (1899)
- Interior: Madame Vuillard and Grand-Mère Roussel at L'Étang-la-Ville (1900–01), oil on cardboard, 53 x 70 cm, Dallas Museum of Art
- At the Revue Blanche (Portrait of Félix Fénéon), 1901, Guggenheim Museum[41]
- Le Déjeuner à Villeneuve-sur-Yonne (1902)
- Café Wepler (1908–10, přepracováno v roce 1912), Cleveland Museum of Art
- Le Grand Teddy(1918)
- Garden at Vaucresson (1920, přepracováno v letech 1926, 1935, 1936), Metropolitní muzeum umění[42]
- André Bénac (1936), Cleveland Museum of Art

### Poznámka
1. ↑  Aurélien-Marie Lugné (27. prosince 1869 – 19. června 1940), známý pod svým uměleckým jménem Penné Lugné-Poe, byl francouzský herec, divadelní režisér a scénický designér. Pracoval pro Théâtre de l'Œuvre, jednu z prvních divadelních scén ve Francii, která poskytovala domov umělcům symbolického hnutí na konci 19. století. Lugné-Poe představil francouzskému publiku skandinávské dramatiky Augusta Strindberga a Henrika Ibsena.V tomto článku byl použit překlad textu z článku Lugné-Poe na anglické Wikipedii.